# Storia dei Castelli Romani

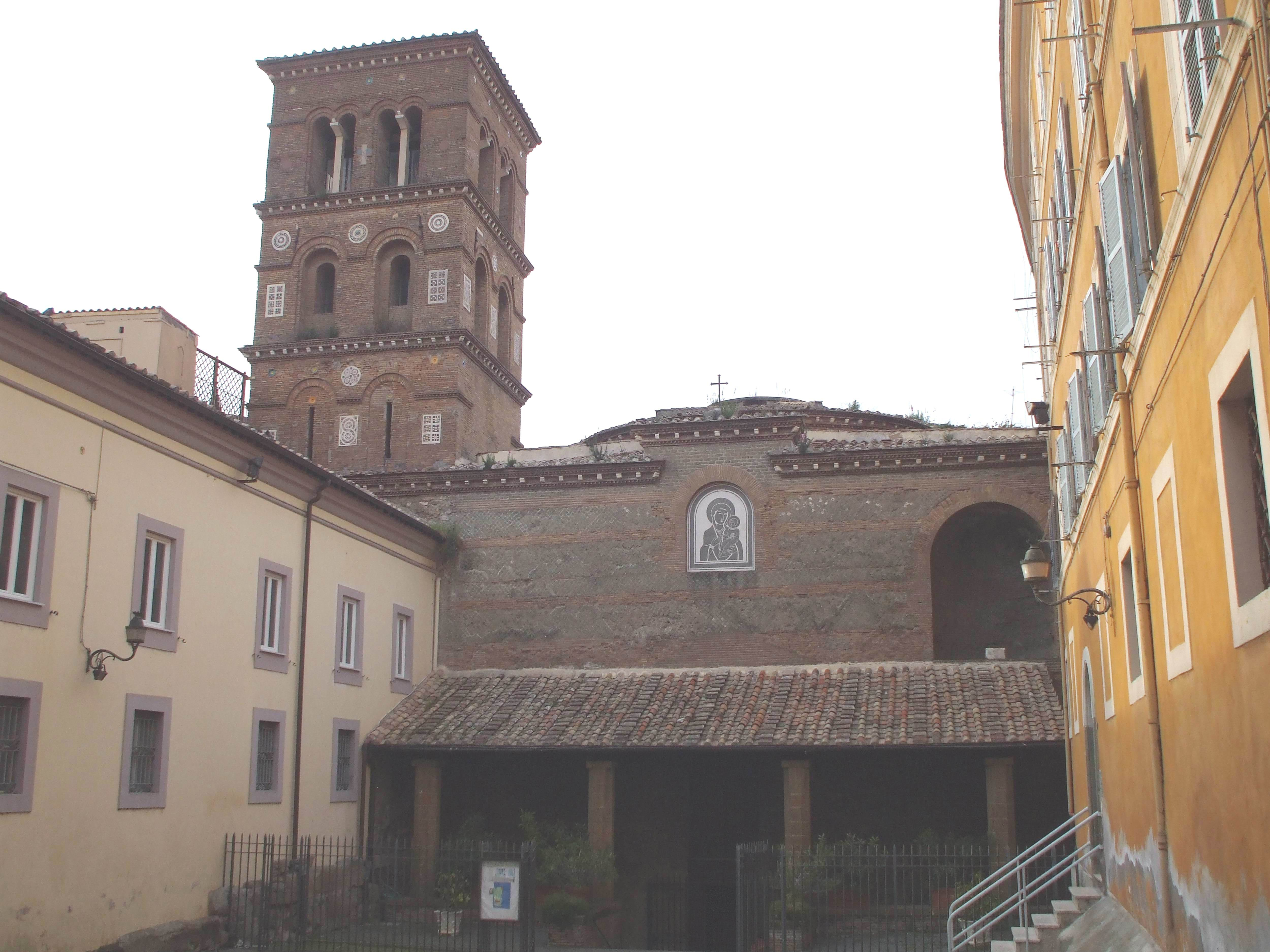
Il Santuario di Santa Maria della Rotonda ad Albano Laziale

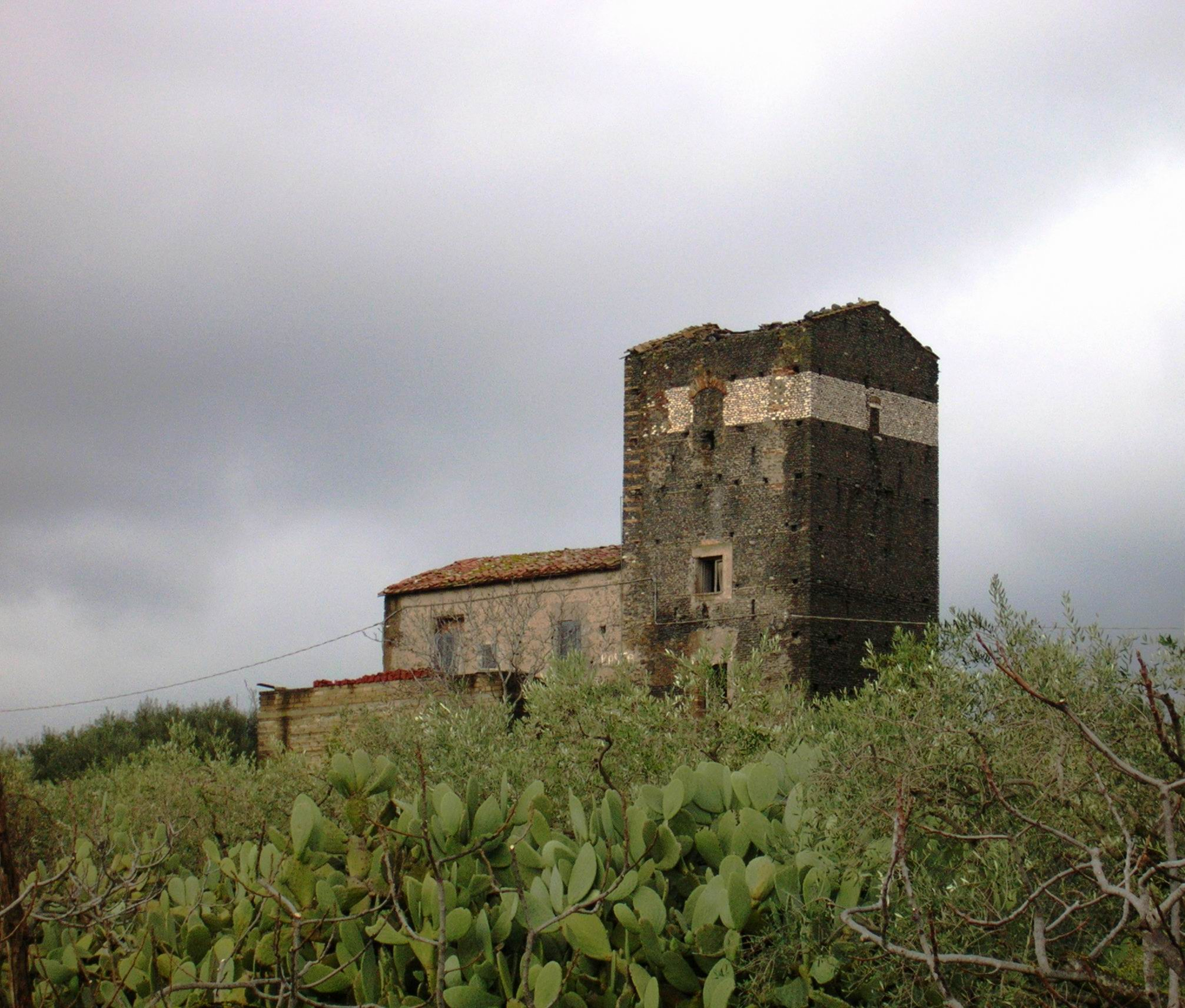
'A Torraccia di Cancelliera nel comune di Albano Laziale

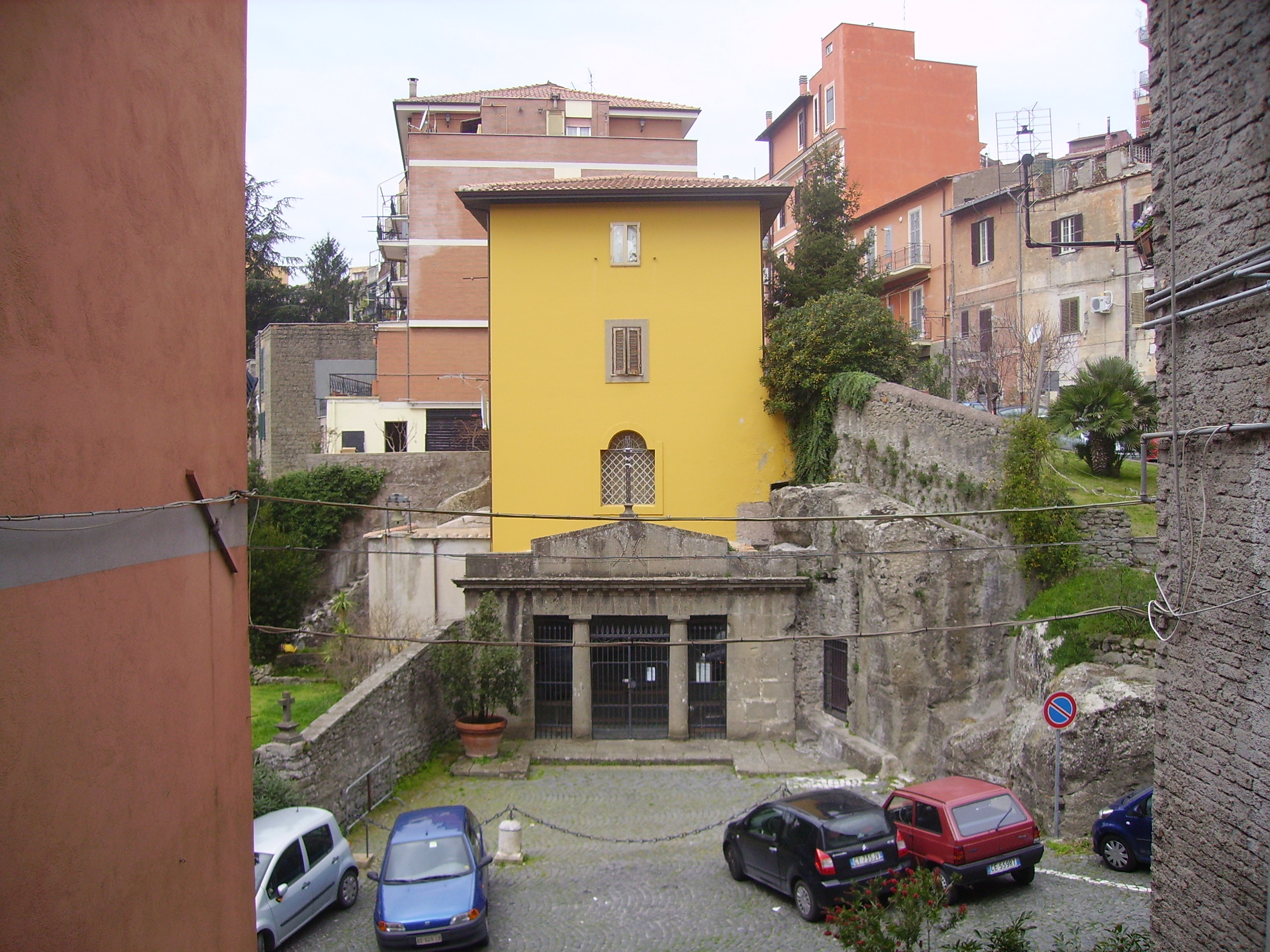
Il Santuario di Santa Maria dell'Acquasanta a Marino

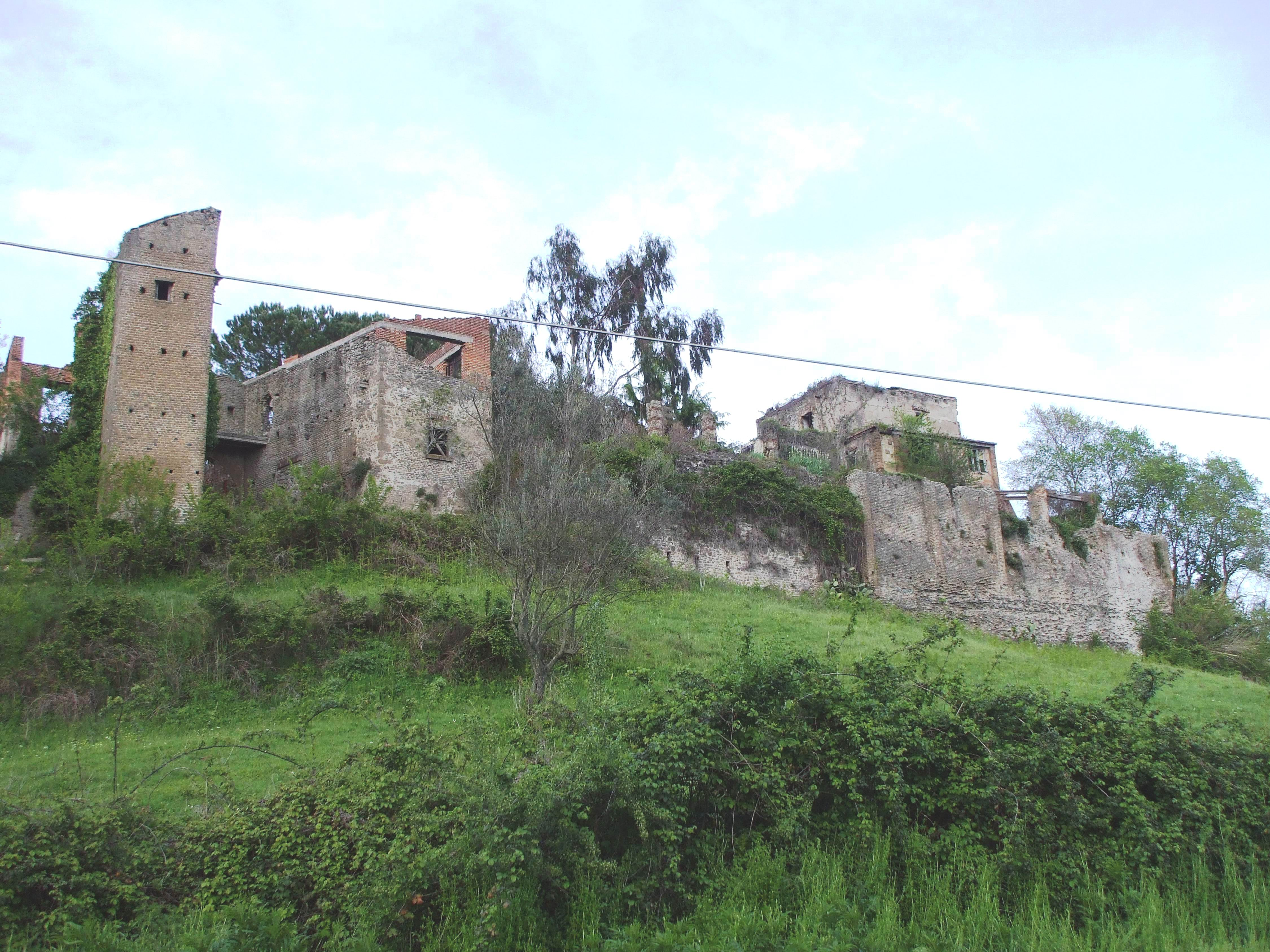
Castel San Gennaro, sulla via Appia Antica tra i comuni di Genzano di Roma e Velletri

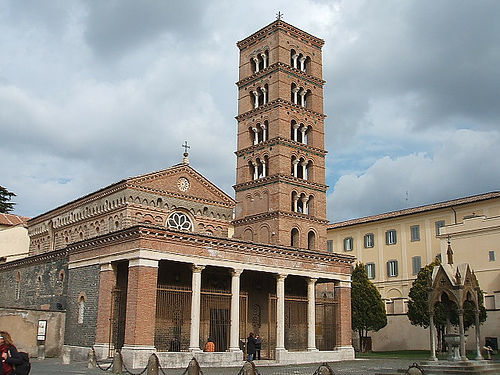
La chiesa abbaziale dell'Abbazia di San Nilo a Grottaferrata.

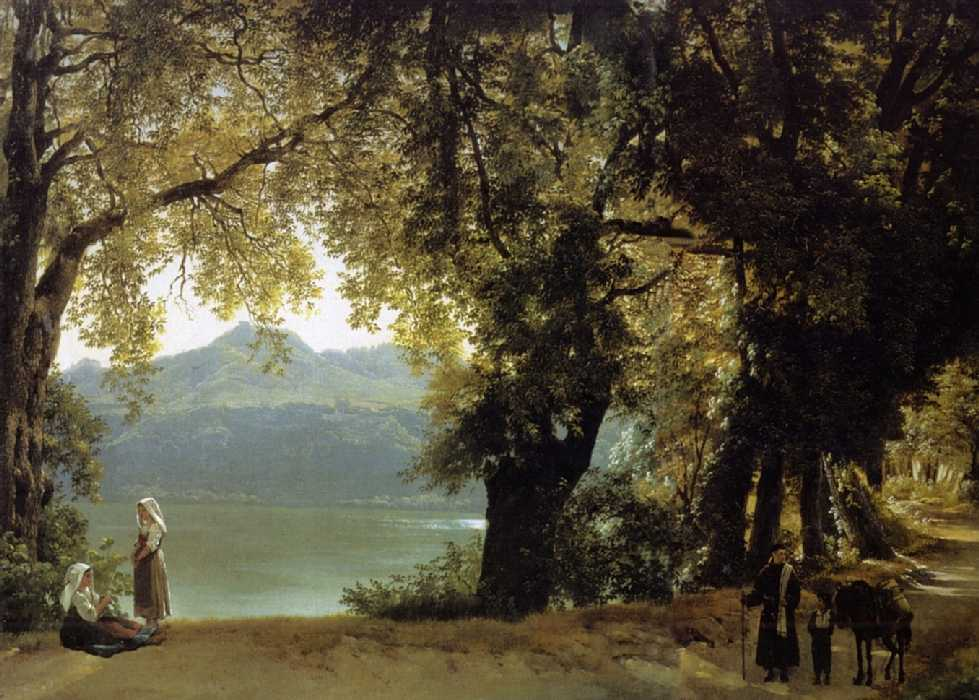
Il Lago Albano, in comune di Castel Gandolfo, ritratto dal pittore Sil'vestr Feodosievič Ščedrin (1791-1830)

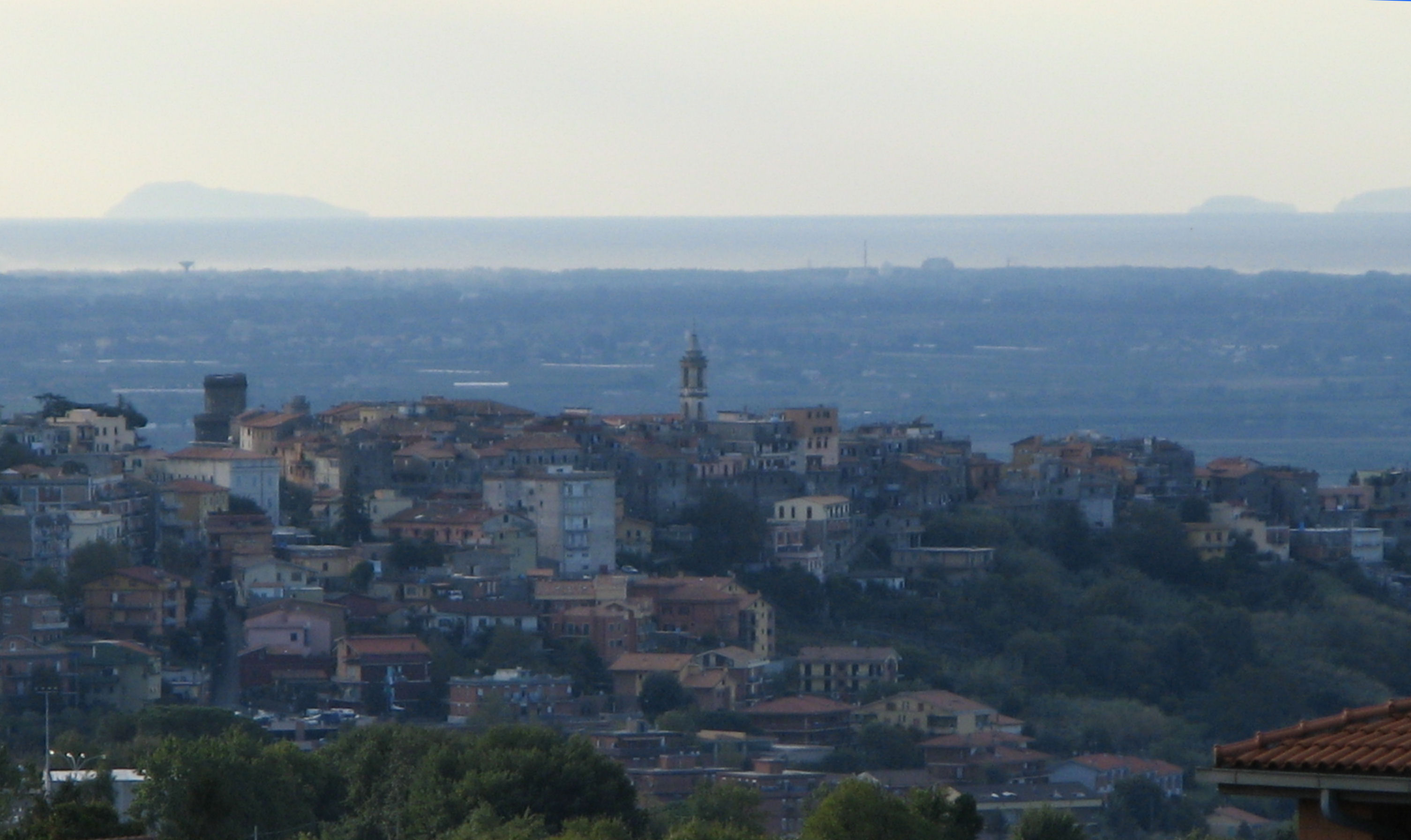
Veduta di Lanuvio con sullo sfondo la pianura pontina, il litorale laziale e le Isole Pontine di Zannone, Gavi e l'estrema punta settentrionale dell'isola di Ponza

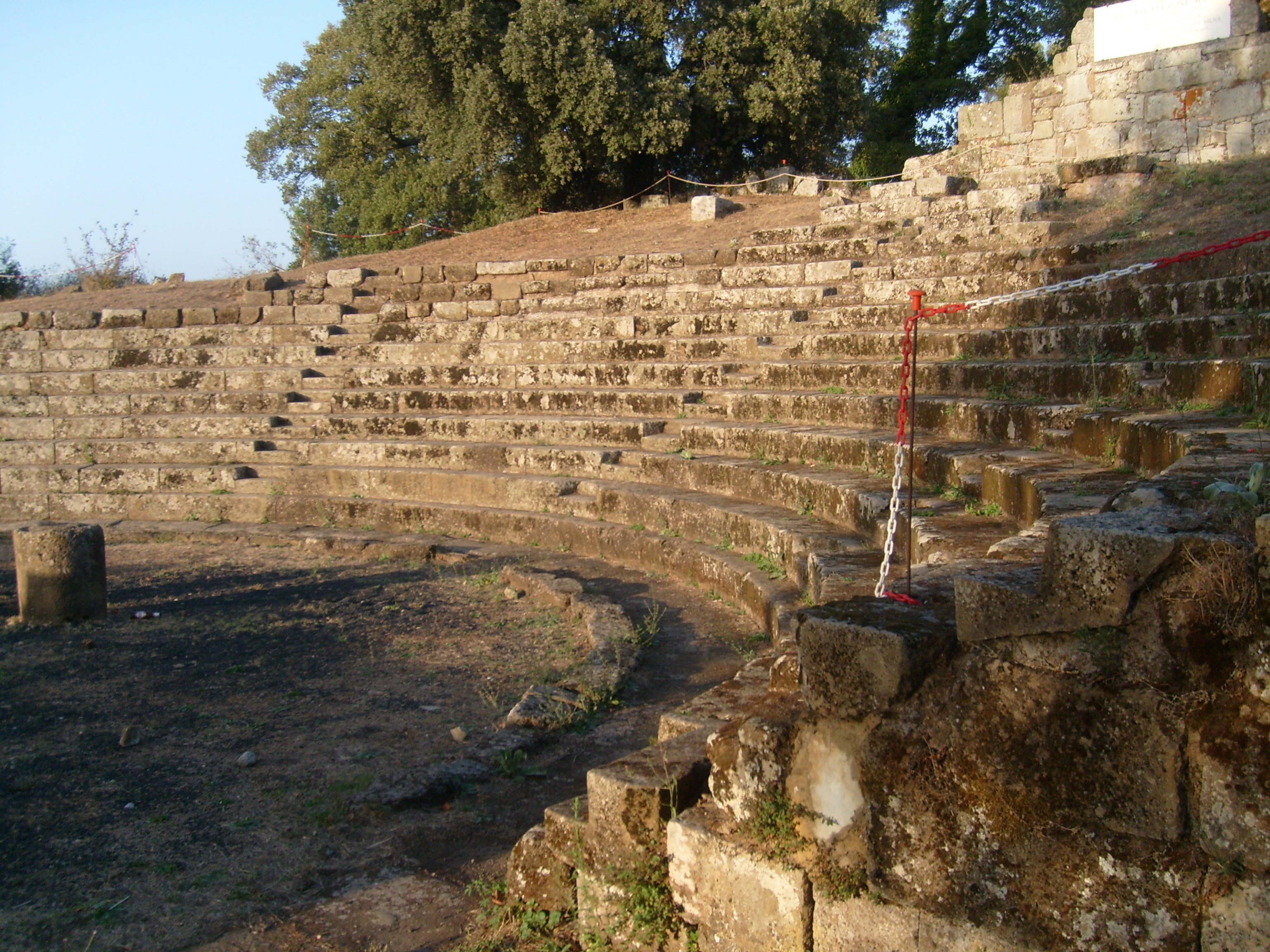
Il teatro romano dell'antica Tusculum, in comune di Monte Porzio Catone

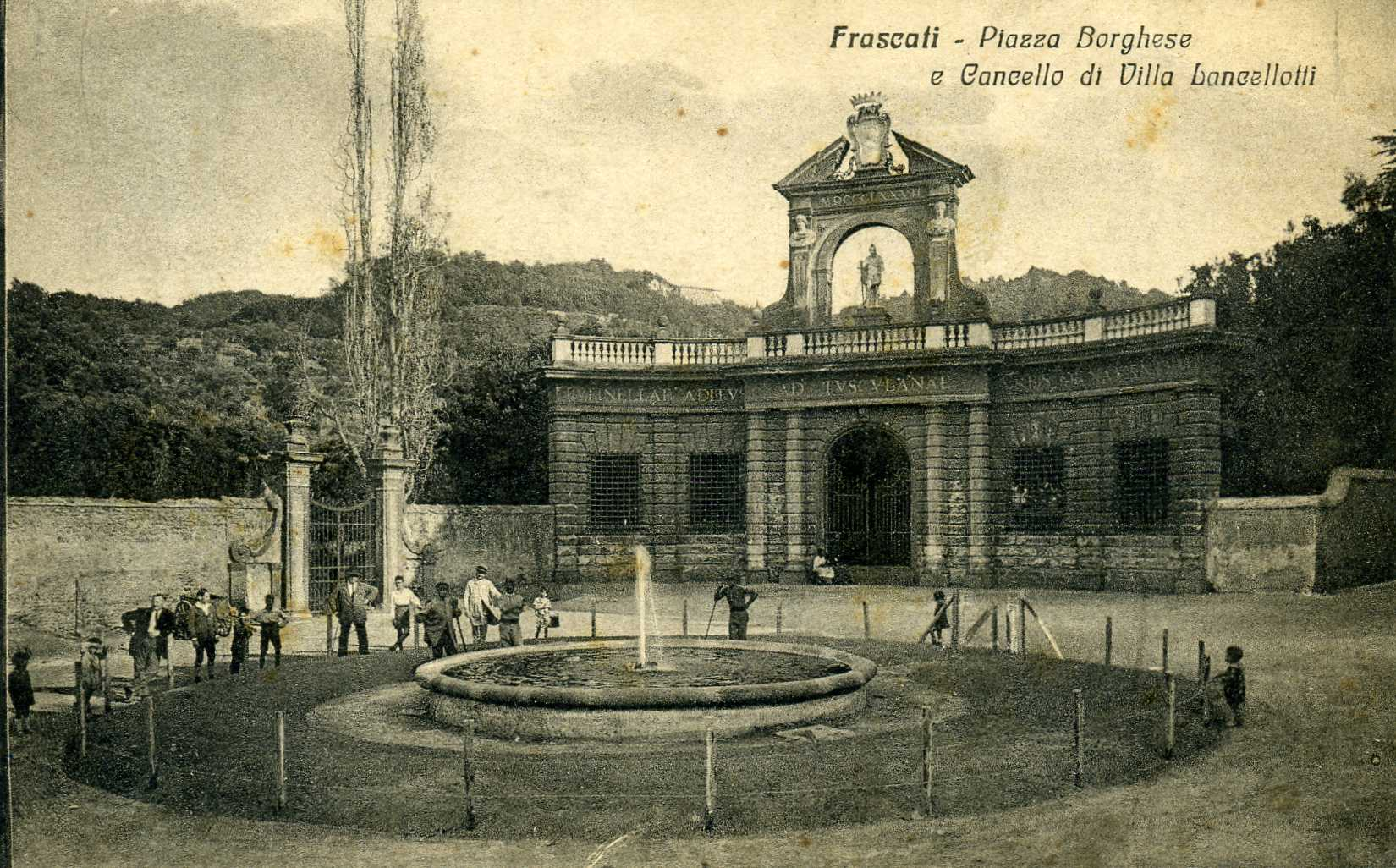
Villa Lancellotti o della Rufinella a Frascati, oggi parco dell'Ombrellino, in una cartolina del 1928

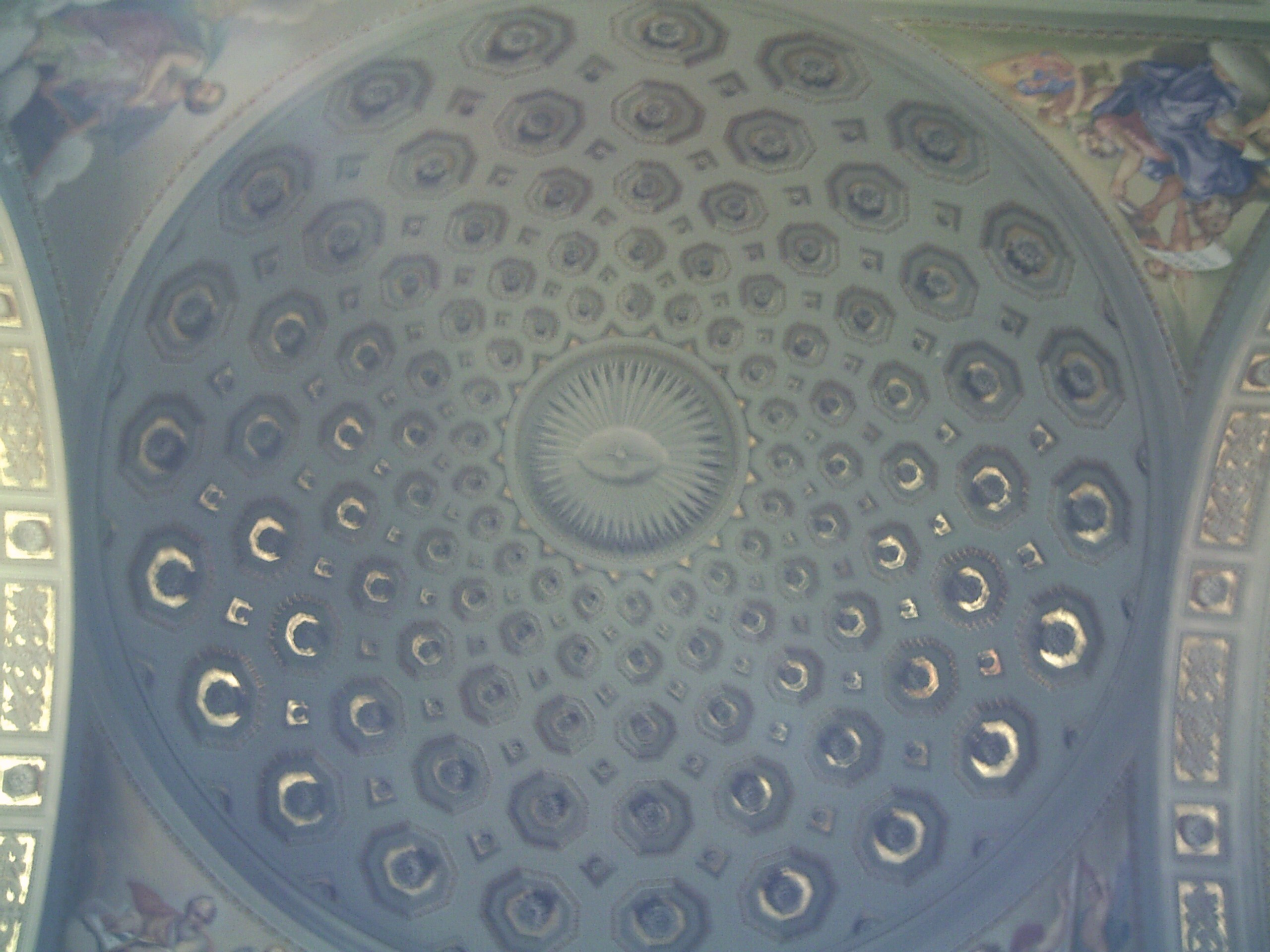
La cupola della Parrocchiale di Santa Maria Assunta a Rocca di Papa

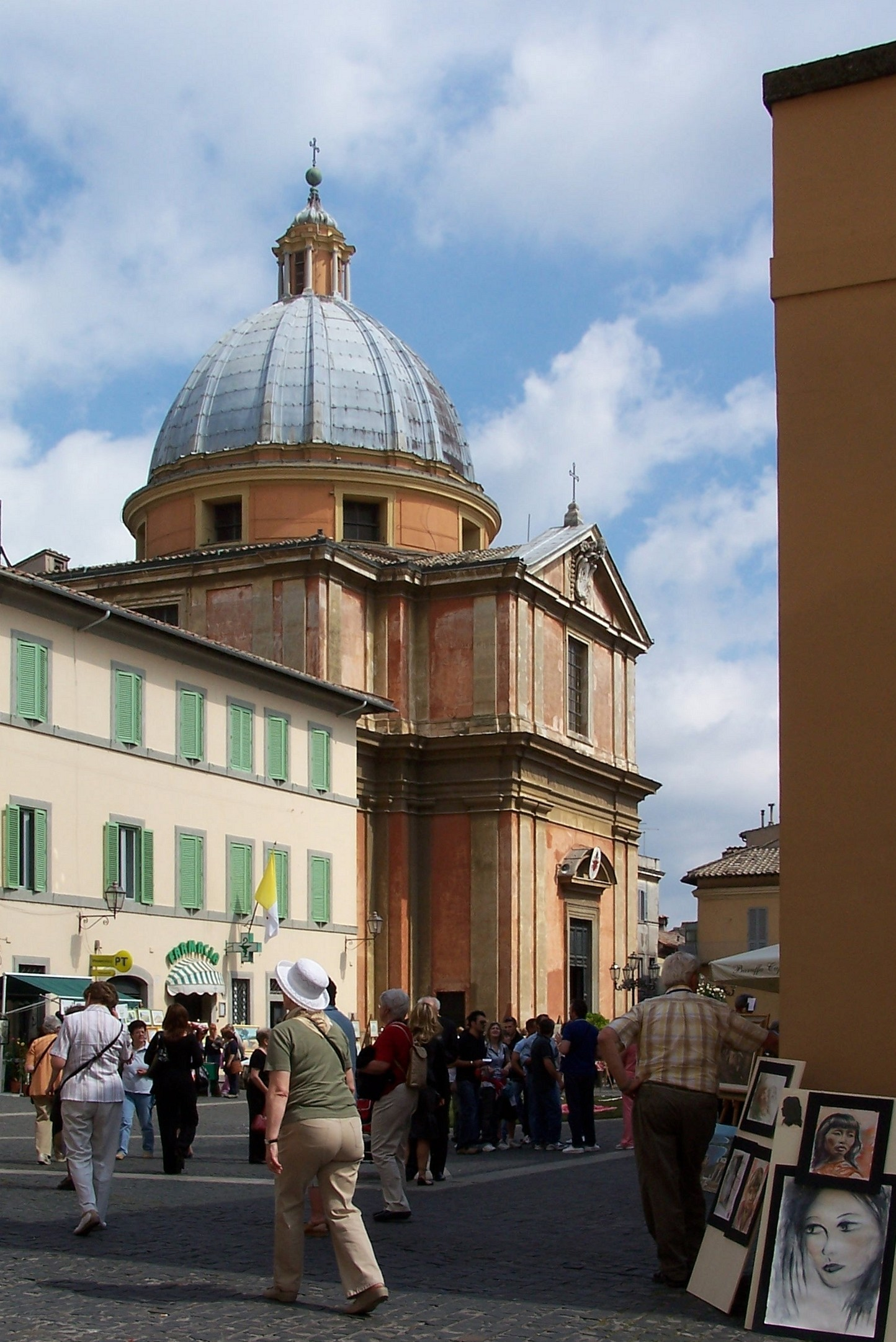
La Collegiata di San Tommaso da Villanova a Castel Gandolfo

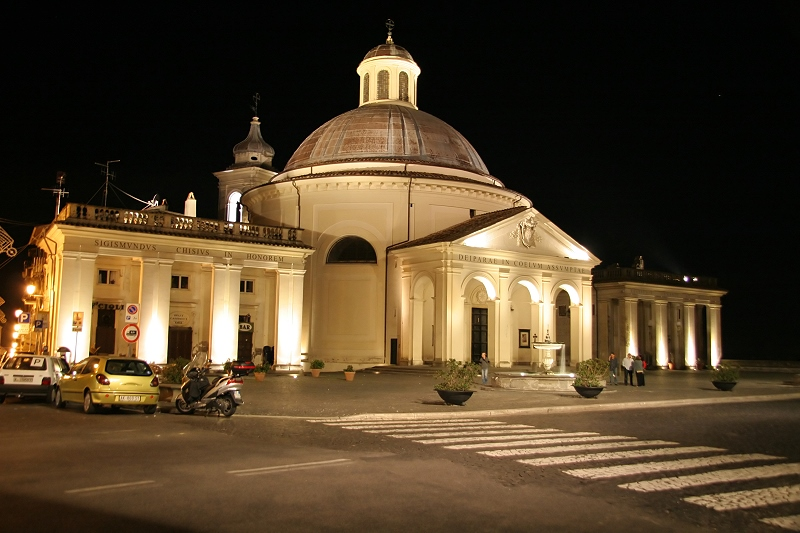
La Collegiata di Santa Maria Assunta ad Ariccia

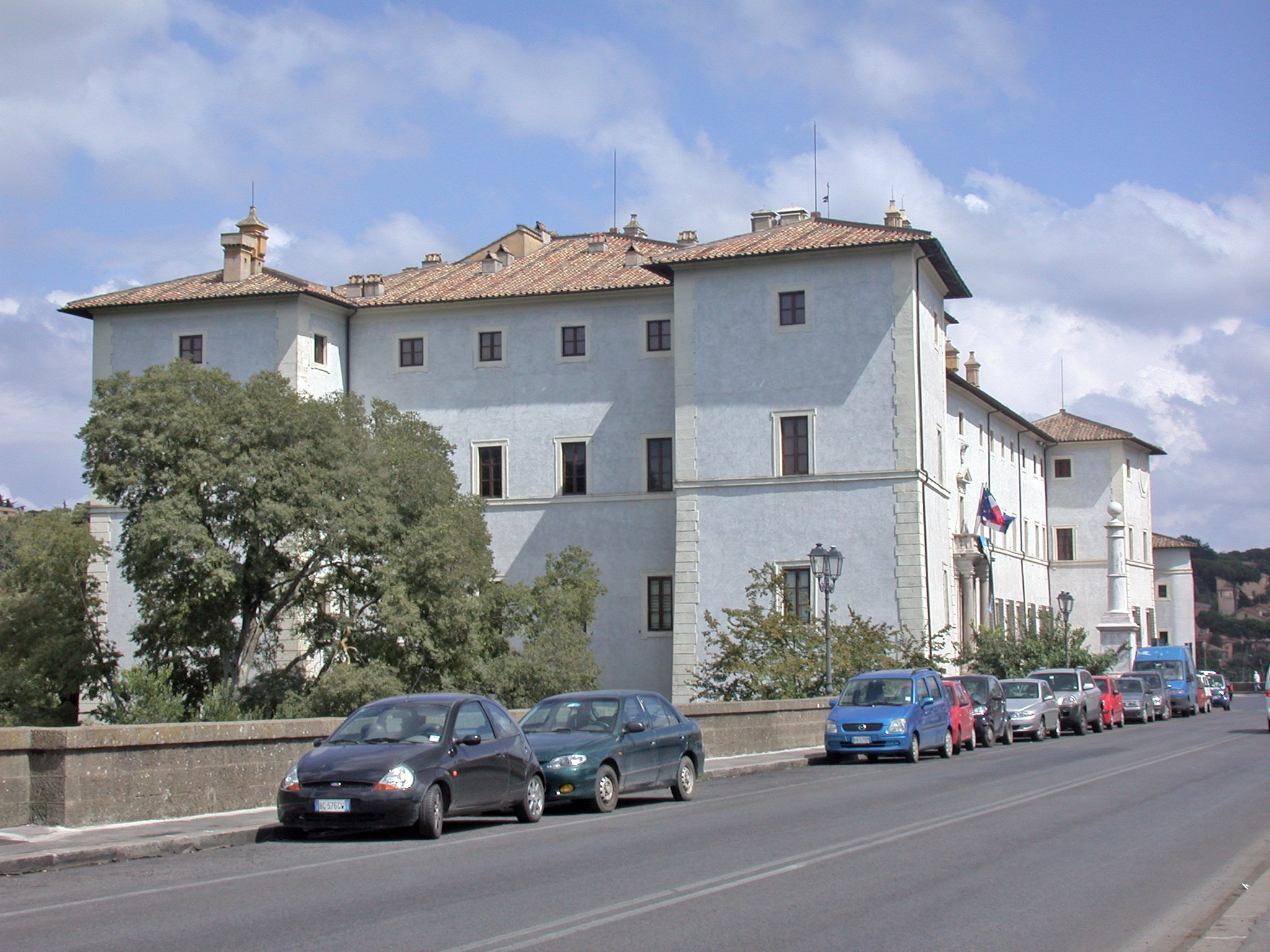
Palazzo Chigi ad Ariccia.

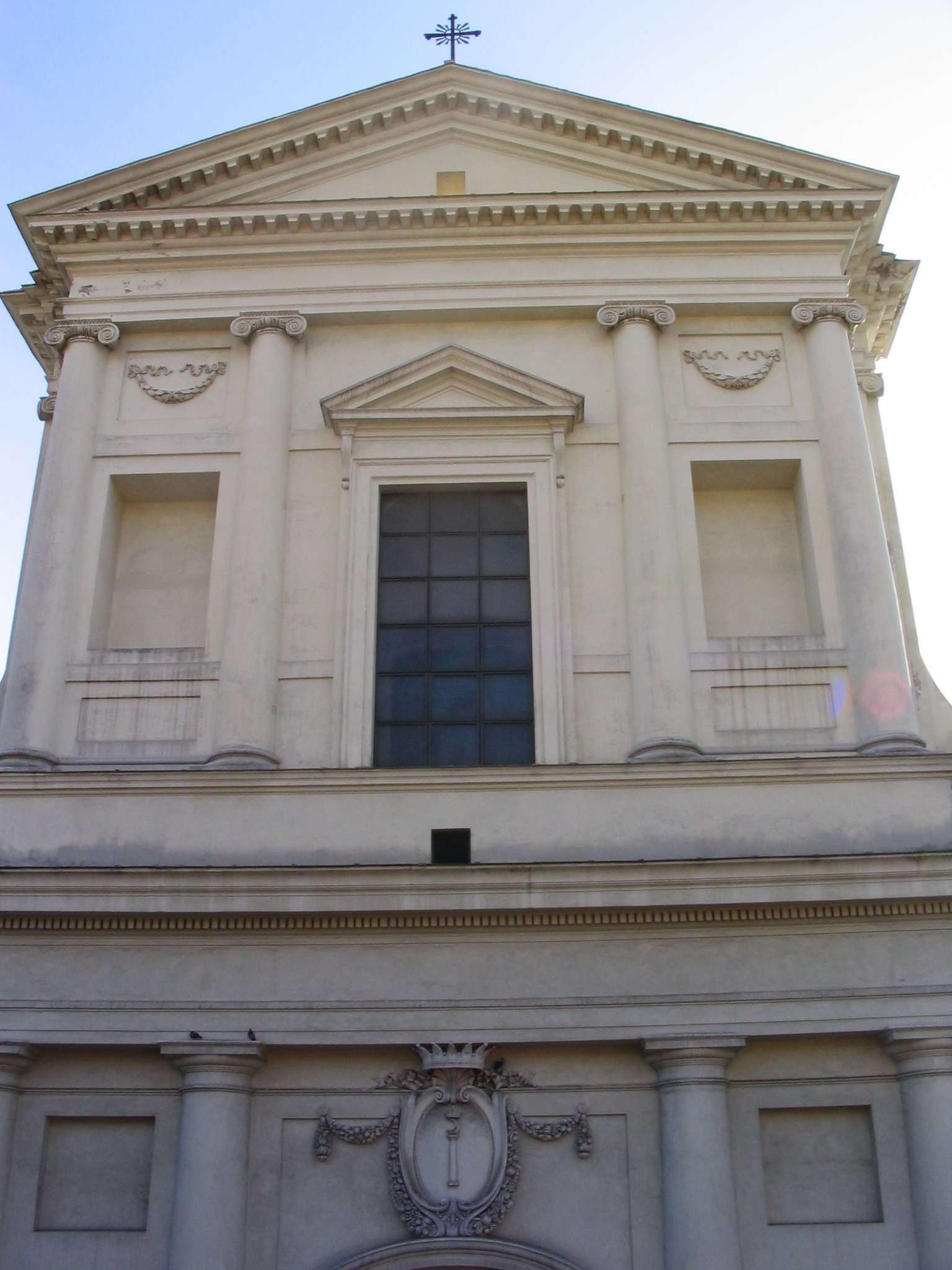
La Collegiata della Santissima Trinità di Genzano di Roma

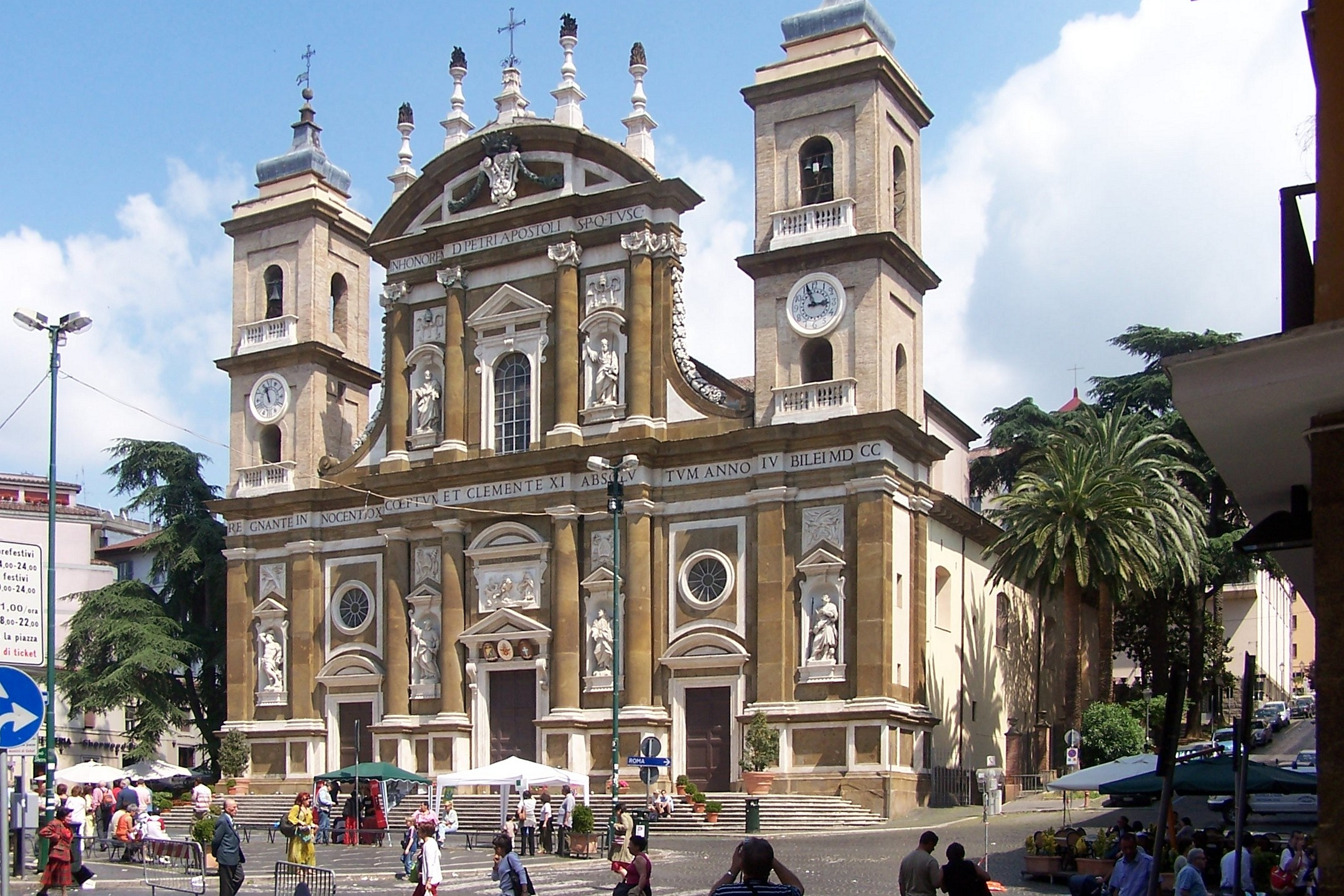
La Basilica Cattedrale di San Pietro a Frascati

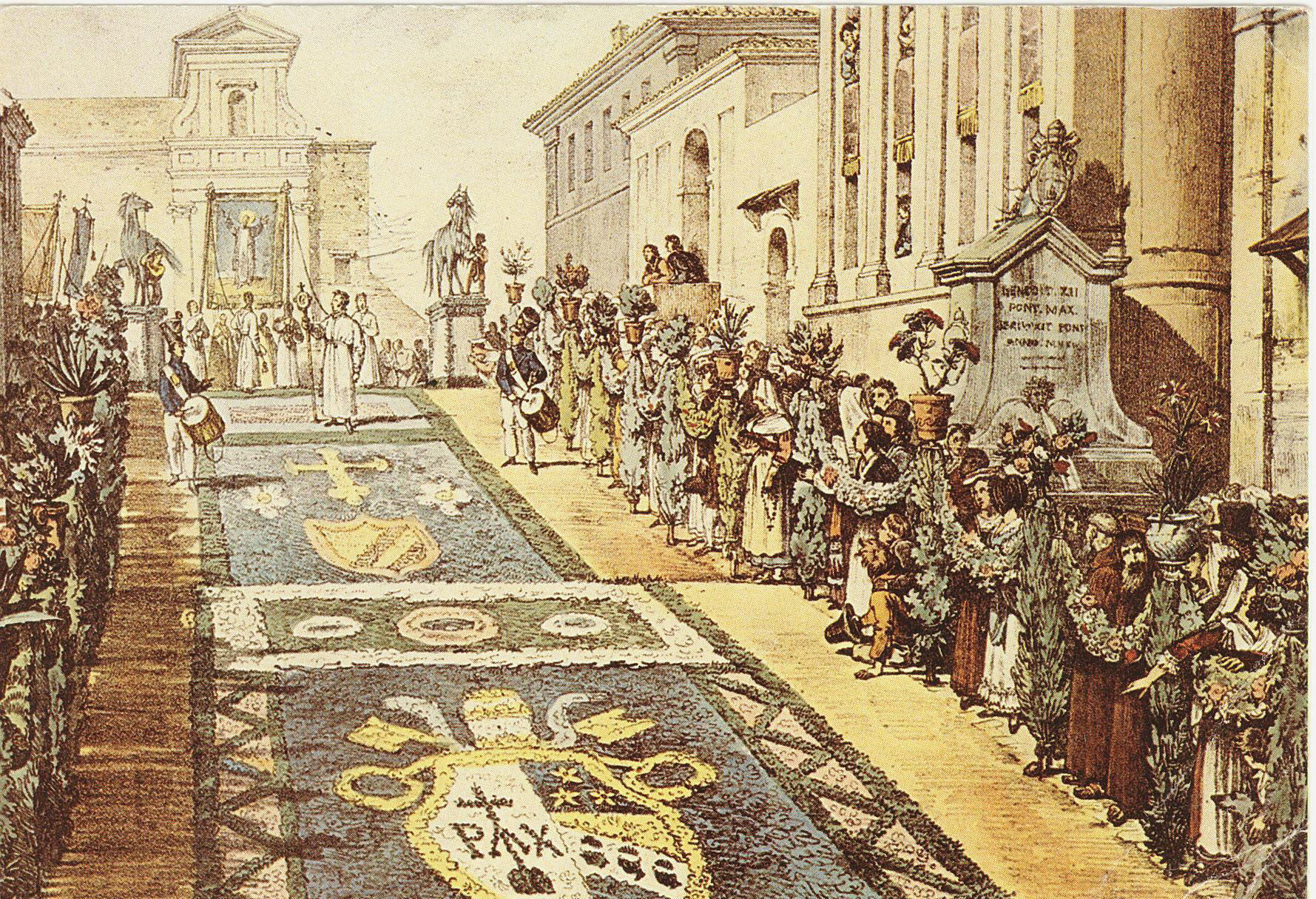
L'Infiorata di Genzano 1817 in un'incisione del viaggiatore francese Antoine Jean-Baptiste Thomas

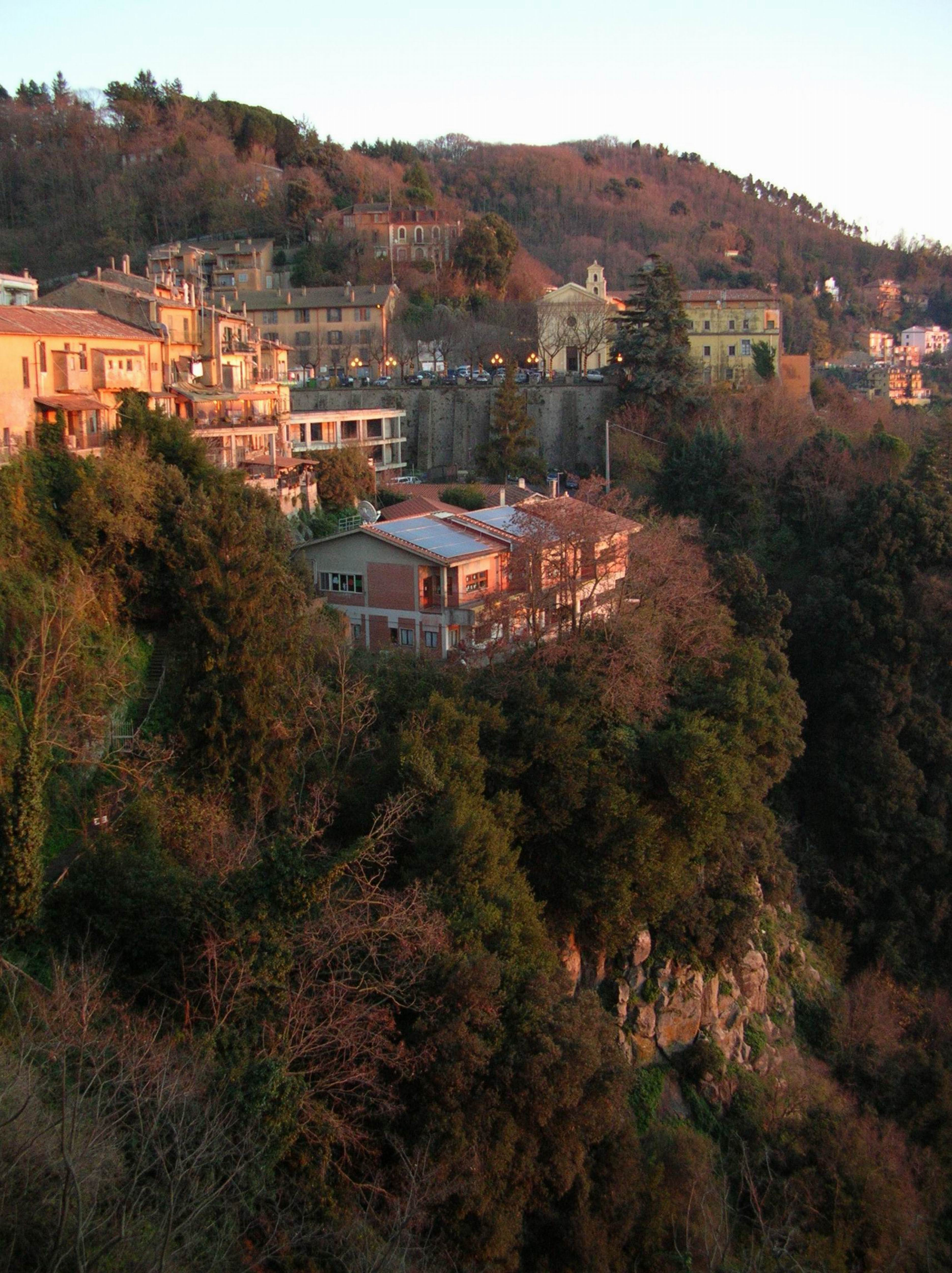
Una veduta di Nemi al tramonto

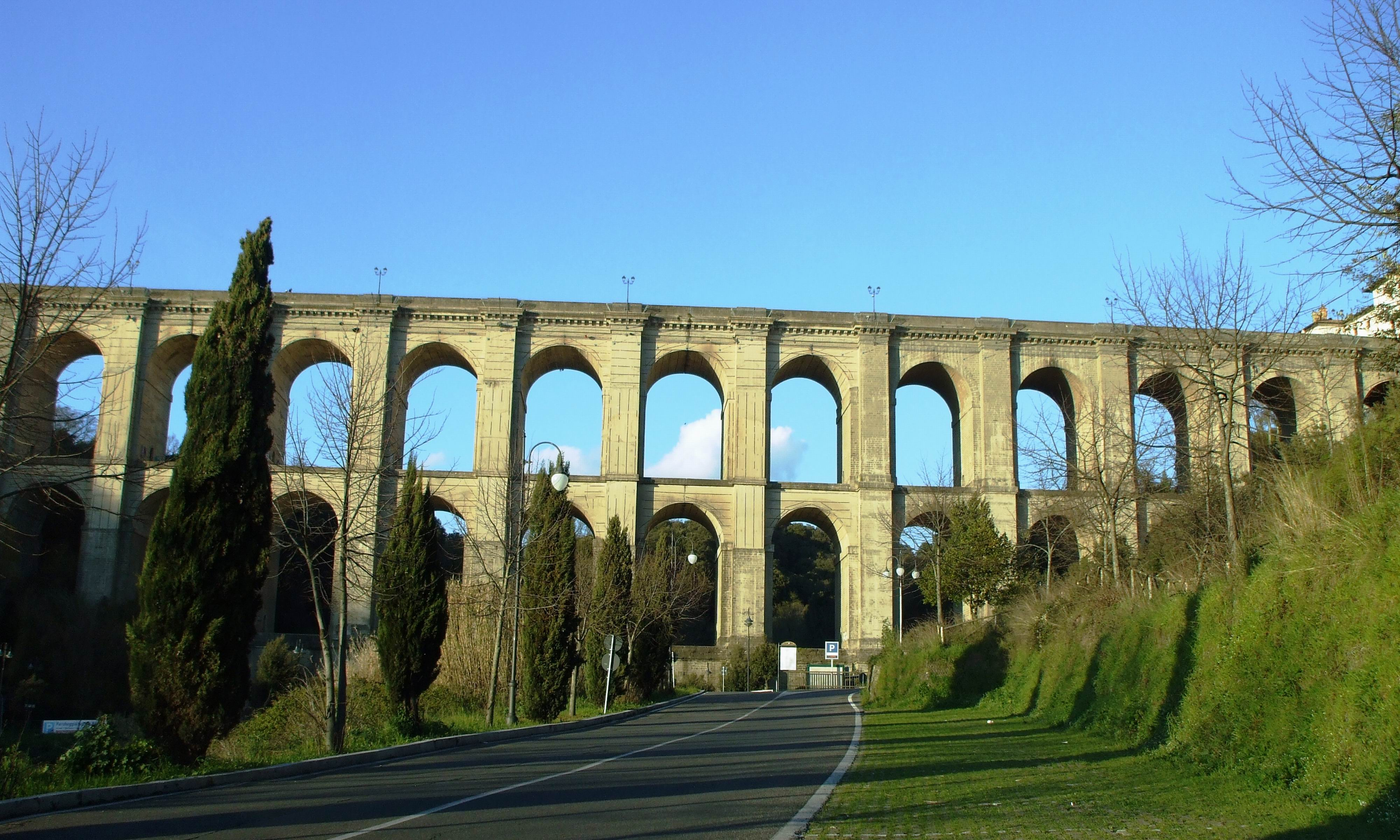
Il ponte di Ariccia in una veduta da Vallericcia

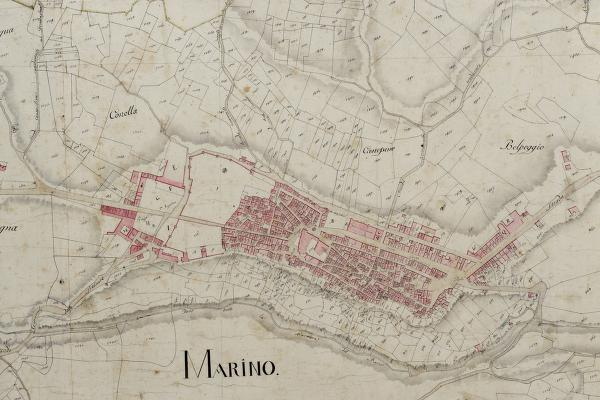
Esempio di mappa del Catasto Gregoriano dello Stato Pontificio: la mappa di Marino al 1816

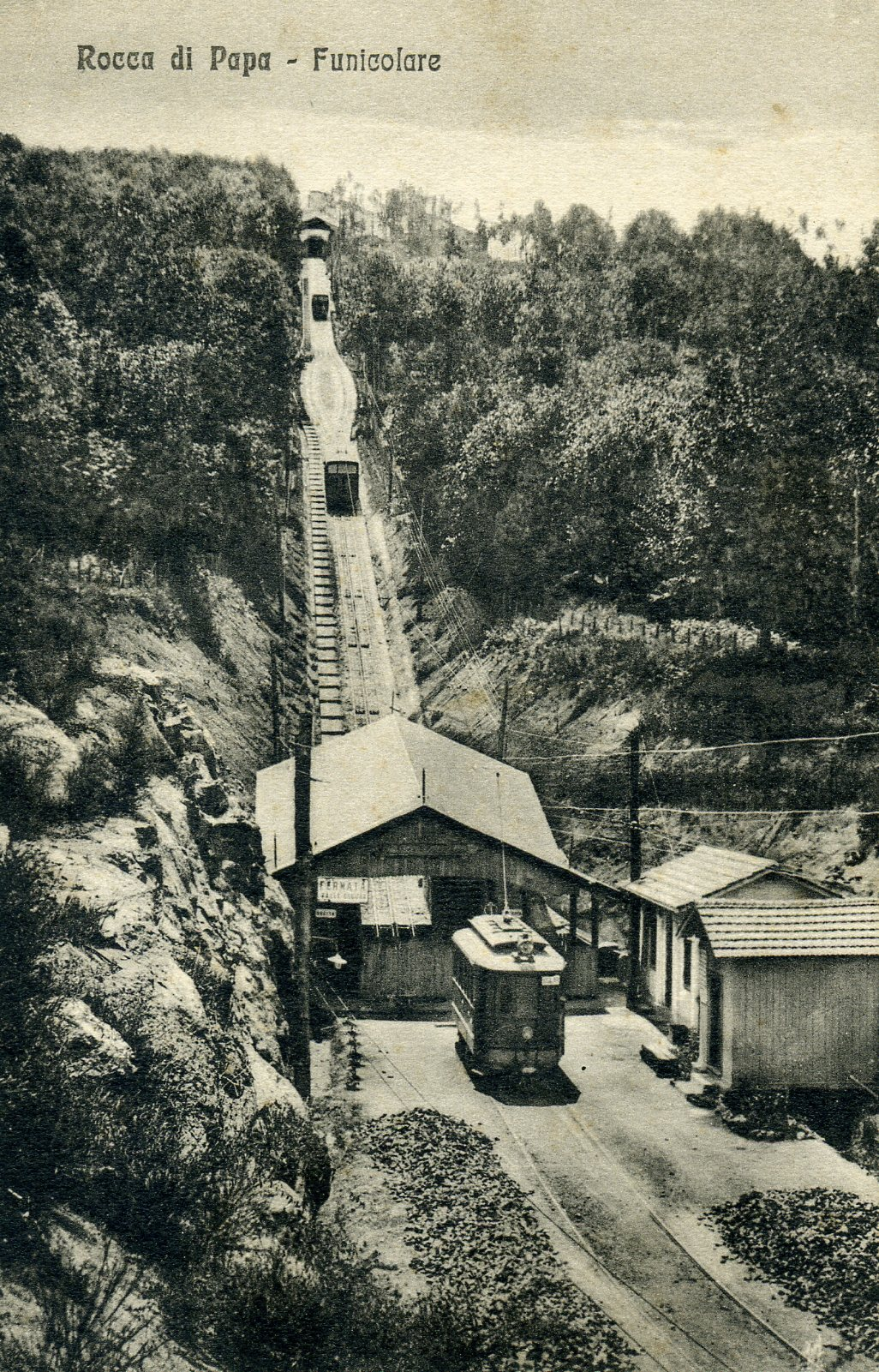
La funicolare Valle Oscura-Rocca di Papa delle Tramvie dei Castelli Romani

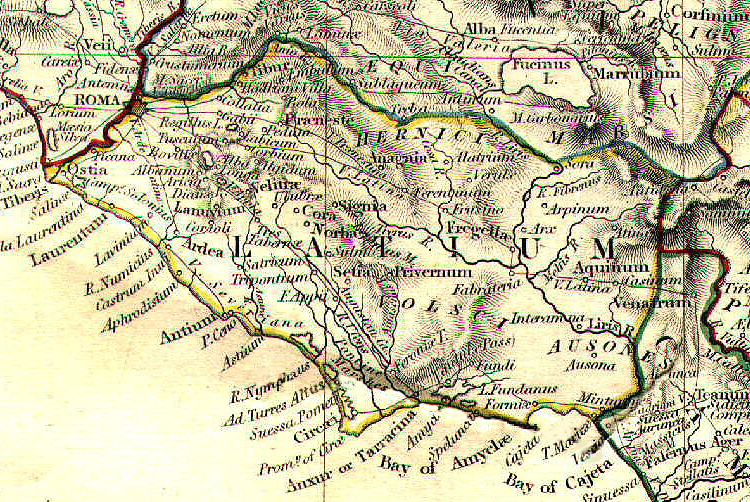
Una mappa settecentesca del Latium Vetus.

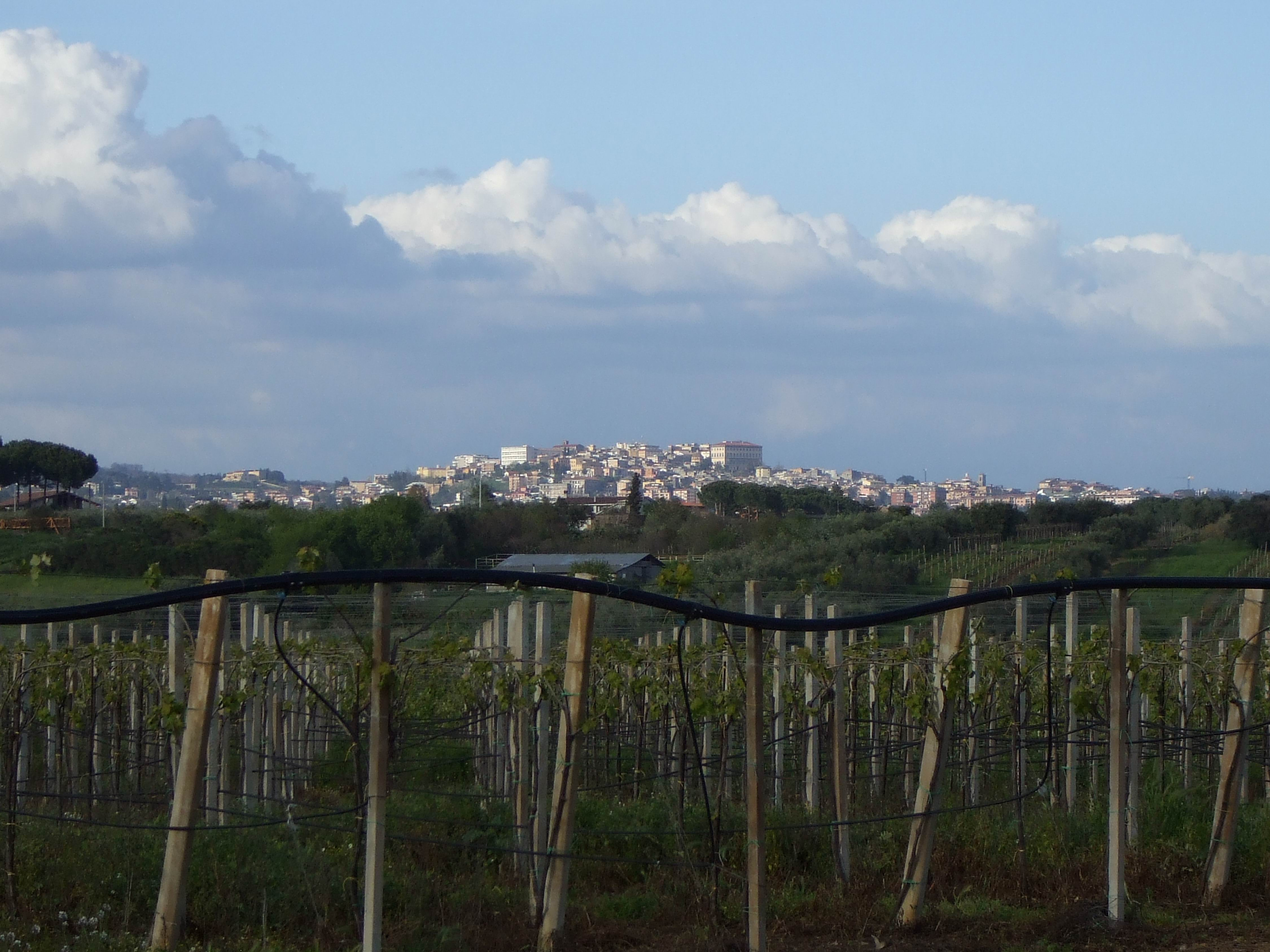
Velletri vista dalle sue campagne.

## Età antica
In età protostorica, i Colli Albani furono abitati da popolazioni indoeuropee di cultura villanoviana chiamati Latini, o Albani, che diedero vita ad una particolare civiltà, chiamata Civiltà Laziale.
Sono stati rinvenuti i resti di diversi insediamenti preistorici nel territorio dei comuni castellani, risalenti a varie epoche: al periodo laziale I e II A (1000 a.C.-830 a.C.) sono riconducibili i reperti rinvenuti ad Albano Laziale nelle località Tor Paluzzi, Castel Savello e Colle dei Cappuccini, sul Tuscolo, a Lanuvio, a Grottaferrata in località Boschetto e a Velletri; al periodo laziale II B (830 a.C.-770 a.C.) risalgono i reperti del Villaggio delle Macine sulle sponde del Lago Albano, i resti riconducibili alla mitica Alba Longa tra Palazzolo e i Tofelli di Ariccia, e resti di vari abitati sciolti a Lanuvio. Al periodo laziale III (770 a.C.-730 a.C.) risalgono i resti delle necropoli di Marino Riserva del Truglio e Costa Caselle e di Grottaferrata Villa Cavalletti, mentre all'ultima fase della Civiltà Laziale, la IV A e B (730 a.C.-580 a.C.) risalgono alcuni spettacoli reperti come un carro rinvenuto a Velletri e una cinquantina di sepolture nell'area di Marino. È in questo contesto che si affermano grandi città latine come Bovillae, situata presso la frazione Frattocchie di Marino, Aricia, ubicata in Vallericcia ai piedi di Ariccia, Tusculum, sul colle di Tuscolo in comune di Monte Porzio Catone, ed altri abitati minori come Mugillae, Corioli, Cobrium e Cabum.
Secondo la leggenda, riportata da Virgilio nell'Eneide, Enea, nipote del re troiano Priamo e figlio di Anchise e della dea Venere, fuggendo da Troia distrutta dagli Achei sbarcò, dopo grandi peregrinazioni, nel Lazio.
Il luogo dello sbarco di Enea è collocato dagli archeologi tra Pratica di Mare e Torvaianica, dove sono stati rinvenuti reperti archeologici ricollegabili con la città latina di Laurentum, capitale del re Latino.
Latino, all'arrivo di Enea, diede in sposa sua figlia Lavinia al troiano forestiero, piantando in asso il pretendente Turno, re di Ardea, che venne sconfitto dopo una guerra da Enea che fondò quindi una nuova città, Lavinio (in onore della consorte).
Enea aveva un figlio, Ascanio (detto anche Iulo), che gli successe al trono e decise di fondare una nuova città, Alba Longa.
Storici ed archeologici per secoli hanno dibattuto sulla collocazione di questa città, che divenne la capitale della Lega Latina delle 46 città confederate del Latium, ma oggi si tende a pensare che la città sorgesse sul lato settentrionale del Lago Albano, tra Marino e Palazzolo, dirimpetto all'attuale Albano.
Ai Castelli si concentravano i luoghi religiosi e politici più importanti della Lega Latina: su Monte Cavo, l'antico Mons Albanus, si venerava Giove Laziale; ad Aricia era venerata Diana, nel famoso tempio rinvenuto sulle rive del Lago di Nemi noto per l'usanza del rex Nemorensis; a Lanuvio era venerata Giunone Sospita. Le riunioni politiche della Lega si tenevano nel Locus Ferentinus, foro suburbano collocato secondo alcuni presso il Caput Aquae Ferentinum nel Bosco Ferentano di Marino, e secondo altri presso Cecchina.
Al tempo di Tullo Ostilio, attorno al 638 a.C. secondo la tradizione, scoppiò una controversia tra i romani e gli albani per via del fatto che questi ultimi effettuavano ruberie a danno delle terre dei primi. Tullo Ostilio pensò bene di risolvere la questione militarmente, per cui del resto gli deriva il cognomen, e invase i territori degli albani. Per evitare lo spargimento di sangue, si decise di far affrontare i tre fratelli Orazi (per Roma) e tre fratelli Curiazi (per Alba) che avrebbero deciso le sorti dello scontro. Rimase infine vivo solo un Orazio e Alba venne conquistata dai romani.
Storicamente la città di Alba venne rasa al suolo e il suo re squartato vivo, mentre i profughi di Alba furono installati a Roma nell'area della Subura attorno al Quirinale e tutti gli istituti religiosi di Alba (dai Pontifices Albani alle Virgines Albanae) passarono a Bovillae, i cui abitanti si fregiarono del titolo di Albani Longani Bovillenses oltre che di quello di municipium romano.
Quando nel 510 a.C. a Roma cadde la monarchia, la Lega Latina assieme agli Etruschi di Porsenna si allearono per rimettere Tarquinio il Superbo sul trono. Anche i Volsci di Velitrae parteciparono a questa alleanza.,Nella battaglia del Lago Regillo (499 a.C. o 496 a.C.), combattuta presso Frascati, i Latini vennero sbaragliati dai Romani, e i Volsci continuarono ad essere ostili a Roma. Nel 491 a.C. infatti il Senato inviò il console Aulo Virginio Tricosto Celimontano a sconfiggere i Volsci: si tenne una battaglia campale in prossimità di Velitrae, al termine della quale i Volsci sconfitti fuggirono in città seguiti dai Romani, che saccheggiarono e conquistarono la città, nella quale fu installata una colonia romana.
Nel 443 a.C. però i coloni romani di Velitrae si schierarono insieme ai Volsci contro Roma, attirandosi contro l'ostilità romana sotto forma prima dei tribuni Lucio e Spurio Papirio che nel 381 a.C. sconfissero veliterni e prenestini in una battaglia campale ai piedi delle mura cittadine, poi nel 379 a.C. di Marco Furio Camillo e quindi nel 377 a.C. di Lucio Quinzio Cincinnato, che espugnò Velitrae ancora una volta. Tuttavia, ancora nel 365 a.C. i Romani dovettero assediare Velitrae, finché nel 338 a.C. i Romani non presero seri e definitivi provvedimenti contro la perennemente ribelle Velitrae, ordinando di deportare i cittadini più notevoli e radere al suolo le mura cittadine.
Con Roma il territorio dei Castelli venne attraversato da una serie di strade consolari. La prima fu la Via Latina (oggi Anagnina), in origine diretta al passo del Monte Algido sotto Rocca Priora e poi proseguita verso il compitum Anagninum, ai piedi di Anagni, dove si incontrava con la Via Casilina (che attraversava l'antica Labicum, oggi Colonna) diretta verso Casilinum.
Poi venne la Tuscolana, diretta a Tusculum, che oggi si ferma a Frascati.
Infine, nel 312 a.C., il console Appio Claudio Cieco fece costruire la Via Appia, che attraversava Bovillae, Aricia e Lanuvium diretta a Terracina e a Capua.
Durante le guerre contro i Volsci, spesso le legioni romane si trovarono a combattere nella Valle Latina ai piedi del Tuscolo. Il dittatore Cincinnato liberò dall'assedio dei Volsci un esercito romano asserragliato sull'Algido, mentre anni dopo il traditore Coriolano, nativo forse del borgo di Corioli non meglio identificato su un'altura dell'Agro ai piedi dei Colli Albani, assediò e saccheggiò Bovillae alleata di Roma.
Più Roma espandeva il suo dominio, più i Castelli subivano sempre meno sconvolgimenti militari. L'ultimo esercito nemico che entrò ai Castelli fu quello di Annibale quando, dopo la vittoria di Canne nell'inverno 204 a.C., si accampò nella località ancora oggi conosciuta come Campi d'Annibale, ai piedi di Monte Cavo in comune di Rocca di Papa.
Durante la sua dittatura, Silla ordinò di centuriare la terre tra Bovillae, Tusculum e Gabii in favore dei veterani delle legioni d'Oriente, e fece anche fondare l'accampamento di Castrimoenium grossomodo nell'area dove sorge oggi Marino.
Settimio Severo, nel 193 d.C., fece installare la Legio II Parthica nei Castra Albana, che sorgevano lungo l'Appia dove oggi sorge Albano moderna. Già al tempo di Gaio Mario invece era sorto un altro castrum, in seguito elevato al grado di municipium: Castrimoenium, in corrispondenza dell'attuale Marino. In età severiana forse anche a Castrimoenium si stanziarono militari orientali, poiché nel 1962 presso la stazione ferroviaria di Marino è stato rinvenuto il celebre mitreo di Marino.
Importanti personalità ebbero ville o residenze ai castelli: fra questi Marco Tullio Cicerone (sotto Tusculum, nell'attuale comune di Grottaferrata), l'imperatore Domiziano (con una gigantesca tenuta che abbracciava l'intero Lago Albano, anche se il palazzo sorgeva all'interno della Villa Pontificia di Castel Gandolfo), Seneca (sul crinale del Lago Albano), Ottone Vitellio (sopra Monte Gentile, ad Ariccia) e Gaio Giulio Cesare (affacciato sul Lago di Nemi), Publio Clodio Pulcro (all'Ercolano sotto Castel Gandolfo) e Pompeo Magno (dentro l'attuale Villa Doria ad Albano), Claudio Mamurra e Quinto Voconio Pollione (nelle campagne di Marino), Lucullo (sull'attuale Frascati). Altri resti di ville spuntano un po' dovunque, ma spicca fra le altre la villa romana sotto Genzano appartenuta all'imperatore romano Antonino Pio, e quella sul crinale settentrionale del Lago Albano.

## Medioevo (476-1500)

### Alto Medioevo (476-1000)
Con la caduta dell'Impero romano d'Occidente, i fondi privati divenuti lentamente tutti di proprietà imperiale vennero concessi alla Chiesa Romana, che divenne così la principale proprietaria fondiera dei Castelli e dell'Agro Romano.
Nel frattempo, nascevano le sedi suburbicarie: ai Castelli, si ha menzione delle diocesi di Frascati (anche se prima come diocesi di Labicum, poi di Tusculum, infine di Frascati) e di Velletri già dal 313 d.C., mentre sulla diocesi di Albano inizieranno ad emergere fonti dall'inizio del V secolo.
Il Cristianesimo è penetrato ai Castelli fin dai primi tempi, poiché secondo la leggenda l'incontro tra San Pietro e Simon Mago avvenne ad Ariccia, mentre alcuni studiosi sostengono che Tusculum sia stata evangelizzata dai Santi Pietro e Paolo.
Catacombe e luoghi di culto paleocristiani sono in molti luoghi: sotto Grottaferrata, ci sono le catacombe di Ad Decimum; sull'Appia a Frattocchie nel XVIII secolo venne individuata una catacomba, oggi distrutta; ad Albano, sotto Santa Maria della Stella, sorgono le catacombe di San Senatore.
Dopo la caduta dell'Impero romano d'Occidente, la maggior parte delle città romane iniziarono a decadere, a causa anche delle frequenti invasioni barbariche: nel 410 i Visigoti di Alarico saccheggiarono le località lungo la via Appia, mentre durante la Guerra Gotica (535-553) i Bizantini si accamparono presso Alghedion, fortezza posta secondo molti presso il passo dell'Algido in territorio di Rocca Priora, saccheggiando da quella posizione la Campagna Romana. La tradizione vuole che nel 536 il generale bizantino Belisario entrò in Velletri e concesse la libertà da Bisanzio ai cittadini: si formò così la prima parte del motto cittadino, Est mihi libertas imperialis; la seconda parte (Est mihi libertas papalis et imperialis) venne coniata quando nel 730 anche il Papa concesse piena autonomia ai velletrani.
Nell'827 e nell'844 i Saraceni sbarcarono sulle coste laziali e saccheggiarono diverse località, tra cui Aricia, Bovillae e Frascati: fu in seguito a questo evento che le popolazioni decisero di ritirarsi sulle alture, come accadde ad Ariccia, a Marino e a Tusculum.
Nel 964 l'imperatore Ottone I di Sassonia avrebbe concesso a Virginio Savelli la signoria su Albano, Ariccia, ed altri tre castelli vicini identificabili con Castel Savello, Castel Gandolfo e Montagnano: tuttavia, questo atto secondo diversi storici sarebbe una falsificazione di età successiva; infatti nel 981 risulta che almeno ad Ariccia governasse come dux Ariciensis Stefano dei Conti di Tuscolo. La signoria dei Conti di Tuscolo, che avevano come roccaforte appunto la città di Tusculum, si estese pesantemente sui Colli Albani e sull'area prenestina per circa due secoli, influendo anche sulle principali vicende romane, come l'elezione di numerosi Papi.
A partire dal X secolo, iniziò a crescere la potenza della famiglia dei Conti di Tuscolo, che avevano come caposaldo proprio l'antiuca rocca di Tusculum. I numerosi Papi della famiglia iniziarono a concedere ai loro congiunti generosi appezzamenti di terreni, che estesero a dismisura la potenza di questa famiglia nei Castelli.

### Basso Medioevo (1000-1500)

#### L'XI secolo
Nel 1004 San Nilo da Rossano (910 ca-1004) raggiunse il Lazio dopo il suo lungo perengrinare nel Sud Italia, e si sistemò con i suoi seguaci presso il romitorio di Sant'Agnese alle pendici del Tuscolo. Gregorio I dei Conti di Tuscolo, all'epoca signore di Tuscolo, donò allora al venerabile religioso basiliano un terreno occupato dai resti di una villa romana in prossimità della via Anagnina: quel terreno prese nome di Cryptaferrata. Nacque così l'Abbazia di San Nilo a Grottaferrata: il fondatore San Nilo da Rossano morì poco dopo essersi insediato nel nuovo cenobio, al tramonto del 26 settembre 1004. La chiesa abbaziale di Santa Maria il 17 dicembre 1024 fu consacrata da papa Giovanni XIX, figlio di Gregorio I dei Conti di Tuscolo.
Nel 1004 Gregorio I dei Conti di Tuscolo donò a San Nilo da Rossano un terreno posto presso l'XI miglio della via Anagnina, denominato in seguito Cryptaferrata: lì sorse in breve l'Abbazia di San Nilo di Grottaferrata. La chiesa abbaziale venne consacrata nel 1024 dall'egumeno San Bartolomeo e da papa Giovanni XIX, figlio di Gregorio I dei Conti di Tuscolo. I Conti di Tuscolo si prodigarono nel coprire l'Abbazia di doni: i monaci possedevano beni in tutta l'area dei Colli Albani, tanto che fondarono persino un piccolo monastero figlio in località Colle del Peschio a Velletri.
Si suppone che papa Niccolò II (1058-1061) spogliò i Conti di Tuscolo di molti dei loro feudi annettendoli ai beni della Santa Sede, per punirli a causa della loro partecipazione ad una rivolta contro il Papa. Infatti nelle vicende seguenti numerosi castelli prima di proprietà dei Conti di Tuscolo, come Albano ed Ariccia, sono invece sotto il dominio della Chiesa. Nel 1118, nell'ambito della guerra tra papa Pasquale II e i Pierleoni, il Papa si rifugiò appunto ad Albano, che resistette valorosamente ad un assedio di cittadini romani: Pasquale II ricompensò gli albanensi con la concessione di un privilegio che aboliva per loro l'esosa tassa sulla macinazione del grano.
Frattanto un passo delle Croniche Sublacensi risalente al 1090 asserisce che i feudi di Rocca Priora, Monte Porzio e Molara furono concessi in dote da Agapito I dei Conti di Tuscolo al marito della prima figlia, Annibaldo Annibaldi; al marito della seconda figlia, Oddone Frangipane, andarono invece i feudi di Marino, Rocca di Papa e una porzione di Monte Compatri. Tuttavia il passo in questione secondo alcuni storici questo passo sarebbe un'interpolazione di età successiva.

#### Il XII secolo
Il 29 maggio 1167 l'arcivescovo di Magonza Cristiano di Buch, al comando dell'esercito imperiale, sbaragliò le truppe di papa Alessandro III nella battaglia di Prata Porci, combattuta sotto Monte Porzio Catone. Gli abitanti di Tusculum e di Albano si erano schierati con l'imperatore Federico Barbarossa in odio ai cittadini romani: per questo non appena partito l'esercito imperiale da Roma Albano venne rasa al suolo dai romani e la stessa sorte toccò a Tusculum tra il 1172 ed il 1191.

#### Il Duecento
Attorno al 1210 venne costruita probabilmente per devozione di Giacoma de Settesoli la Chiesa di Santa Lucia a Marino, che ad oggi benché sconsacrata è l'unica architettura puramente gotica dei Castelli Romani. Sempre a Marino, nel 1237 Giacoma de Settesoli e suo figlio Giovanni Frangipane concessero alla Comunità i primi Statuti feudali.
Nel 1217 pare che papa Onorio III abbia donato il dominio feudale su Albano Laziale ai cardinali vescovi di Albano; questa donazione venne confermata nel 1221 da papa Niccolò III, ma in quella data l'imperatore Federico II di Svevia donò lo stesso feudo alla famiglia Savelli. In realtà, sembra che già nel 964 l'imperatore Ottone I di Sassonia avesse donato i feudi di Albano, Ariccia, Castel Gandolfo ed altri due castelli -probabilmente Castel Savello e Montagnano- a Virginio Savelli
Ariccia nel Duecento era retta dalla signoria dei Malabranca, feudatari probabilmente discendenti dal ramo velletrano dei Conti di Tuscolo; nel 1223 tuttavia gli ultimi Malabranca decisero di vendere il feudo a papa Onorio III, al secolo della famiglia Savelli. Fu così che i Savelli si avviarono a possedere numerosi feudi nei Castelli Romani: in documenti successivi, come il testamento di papa Onorio IV -il secondo Papa della famiglia Savelli- del 1287, anche Castel Gandolfo risulta possesso di questa potente famiglia.

#### Il Trecento
Tra la fine del Duecento e l'inizio del Trecento, si assiste ad un grande fervore religioso nell'area dei Castelli Romani. A Marino attorno al 1271 il cardinale vescovo di Albano, san Bonaventura da Bagnoregio, visitò il Santuario di Santa Maria dell'Acquasanta e fondò la Confraternita del Gonfalone di Marino; nel 1284 ad Albano venne fondato il convento di San Paolo, unito insieme al romitorio di Sant'Angelo in Lacu -situato sulle sponde meridionali del Lago Albano- sotto l'amministrazione dei padri Guglielmini di Nel 1316 venne consacrato il Santuario di Santa Maria della Rotonda sempre ad Albano Laziale.
Nel 1267 Arrigo di Castiglia, senator della città di Roma ed agguerrito ghibellino, assediò il guelfo Rainaldo Orsini a Marino, ma non riuscì ad espugnare la posizione poiché Rainaldo "in castro Marini non sine audace promptitudine receptavit". Nel 1347 il tribuno Cola di Rienzo, nel tentativo di debellare i riottosi baroni romani, si spinse a Marino per assediarvi Rainaldo e Giordano Orsini: il castello resistette, tanto che Cola dovette ripiegare sul più abbordabile castello di Castelluccia; tuttavia, il danno economico causato dal transito dell'esercito di Cola fu enorme per il feudo. Il castello di Marino subì un terzo importante assedio nel giro dello stesso secolo, durante la guerra tra papa Urbano VI e l'antipapa Clemente VII seguita allo Scisma d'Occidente: il 29 aprile 1379 infatti l'esercito papalino comandato da Alberico da Barbiano e composto da mercenari italiani affrontò l'esercito anti-papalino dei mercenari francesi guidati dal conte di Montjoie si affrontarono nella battaglia di Marino: la vittoria arrise agli italiani, e l'antipapa Clemente VII fu costretto ad abbandonare l'Italia e a riparare ad Avignone. All'epoca il castello era governato da Giordano Orsini, fiero antipapalino, nominato da Clemente VIi signore di Genzano di Roma, Nemi ed altri feudi laziali -nomina mai riconosciuta de facto-: i suoi castelli furono assediati e conquistati dal figlio Giacomo Orsini, che invece erano sostenitore di Urbano VI: così Marino cadde in mano di Giacomo il 2 giugno 1379, e Rocca di Papa il 4 giugno.

#### Il Quattrocento
Il 28 ottobre 1428 i monaci dell'Abbazia delle Tre Fontane vendettero ad Antonio, Prospero ed Odoardo Colonna i feudi di Nemi, Genzano di Roma e Montagnano per la somma di 15.000 fiorini.
Durante la guerra tra papa Eugenio IV da una parte, e le famiglie baronali romani -prima tra tutte i Colonna ed i Savelli- dall'altra, nel 1436 il comandante pontificio cardinale Giovanni Maria Vitelleschi ordinò di radere al suolo i feudi dei Savelli di Borghetto di Grottaferrata, Castel Gandolfo, Castel Savello ed Albano Laziale; in seguito venne saccheggiata anche Rocca Priora, che era anch'essa un feudo dei Savelli.
Nel maggio 1463 papa Pio II visità i Castelli Romani, facendo puntate a Monte Cavo, presso le rovine di Bovillae -che, come poi si scoprì, erano in realtà le rovine di Aricia- e a Genzano di Roma.
Il 10 ottobre 1473 il cardinale Giuliano Della Rovere, abate commendatario dell'Abbazia di Santa Maria di Grottaferrata, e Mariano Savelli firmarono la permuta del feudo di Ariccia in cambio del castello di Borghetto di Grottaferrata: questo scambio venne fatto per garantire maggiore unità territoriale ai possedimenti di entrambe le parti firmatarie.
Alla battaglia di Campomorto del 1482, durante la guerra tra papa Sisto IV ed Alfonso I di Napoli, i velletrani inviarono un contingente per rinforzare l'esercito pontificio capitanato da Roberto Malatesta: la fedeltà dei velletrani venne ricompensata dal Papa con la donazione del feudo di Castel Gandolfo; tuttavia il dominio velletrano su Castel Gandolfo durò pochi anni.

### Il Cinquecento
Il 1º ottobre 1501 papa Alessandro VI, padre di Cesare e di Lucrezia Borgia, emanò una bolla con la quale venne stabilito che tutti i feudi in precedenza appartenuti alle famiglie baronali romane a lui ostili -i Colonna, i Savelli e gli Estouteville- fossero assegnati ai suoi due nipotini, Rodrigo e Giovanni, entrambi con pochi anni di vita. Fu così che buona parte dei feudi dei Castelli Romani fu fino al 1503 controllata dai Borgia: tuttavia con la morte di Alessandro VI, ogni castello ritornò al suo precedente feudatario.
Nel novembre 1526 un contingente di soldati velletrani inviato da papa Clemente VII contribuì a radere al suolo il castello di Marino, feudo dei Colonna nemici del Papa e alleati della Spagna. In seguito a questo fatto, Ascanio Colonna, signore di Marino, dopo il sacco di Roma del 7 maggio 1527, quando il Papa è recluso in Castel Sant'Angelo, costringe la Comunità di Velletri ad refectionem, reedificationem et restaurationem terrae Mareni: i velletrani cioè dovranno fornire 15.000 scudi in terreni comunali, oltre a 12.600 scudi con pagamento rateizzato, e più di 6000 rubbia di calce e 15.000 coppi per la riparazione dei danni compiuti. Inoltre, i lanzichenecchi giungeranno fino a mettere a sacco Velletri e le località situate lungo la via Appia; mentre stavano per spingersi al saccheggio di Frascati, la tradizione vuole che apparve la Madonna che respinse i lanzi: ad ogni modo a questo miracoloso evento è legata la fondazione del Santuario del Capocroce.
Pier Luigi Farnese, ultimo feudatario di Frascati, nel 1522 vendette il feudo alla Reverenda Camera Apostolica; in seguito a ciò, nel 1538 papa Paolo III, che era stato cardinale vescovo tuscolano, elevò Frascati al grado di Città, avviando un grande programma di risanamento e di bonifica dell'abitato.
A Velletri, nel 1559 il potere civile venne tolto al Comune, storica istituzione risalente al Duecento, e affidato al cardinale vescovo Giovanni Pietro Carafa, che già deteneva il potere religioso, e che in seguito divenne papa Paolo IV. Nel 1589 papa Sisto V tuttavia ripristinò la separazione dei poteri civile e religioso ricostituendo l'organismo comunale, che venne nuovamente e definitivamente soppresso da papa Gregorio XIV nel 1591.
Il 2 ottobre 1564 il marchese Giuliano Cesarini acquistò per la somma di 15.200 scudi il feudo di Genzano di Roma:iniziava così il dominio dei Cesarini, dal 1662 Sforza-Cesarini, su Genzano, che avrebbe avuto conseguenza felici per la città e per i suoi abitanti.
A Marino, nel 1566 Marcantonio II Colonna concesse i nuovi Statuti della Comunità: questo feudatario, nato a Lanuvio nel 1535, nel 1571 fu ammiraglio della flotta pontificia alla battaglia di Lepanto del 7 ottobre 1571 combattuta contro i turchi. L'ingresso trionfale dell'ammiraglio vincitore a Roma, il 4 dicembre 1571, venne anticipato da un più modesto ingresso a Marino, avvenuto il 4 novembre e ancor oggi commemorato nel corteo storico in costume per la Sagra dell'Uva.

### Il Seicento
Il Seicento vede ai Castelli una grande intensificazione dell'edilizia monumentale e dell'urbanizzazione in generale. Ciò è dovuto al cessare del periodo di insicurezza legato alle continue guerre tra le famiglie baronali romani e alla maggiore attenzione data ai feudatari anche alla parte estetica dei loro feudi.
Anzitutto, nel 1604 Castel Gandolfo fu inclusa da papa Clemente VIII tra i beni de non alienandis, et infeudandis della Santa Sede, ovvero il feudo castellano sarebbe rimasto perennemente infeudato alla Camera Apostolica. Conseguentemente, diversi Pontefici si curarono di migliorare la vita del feudo: nel 1611 papa Paolo V ordinò il prosciugamento del Laghetto di Turno e la conduzione a Castel Gandolfo delle acque di Palazzolo; lo stesso Papa nel 1619 consacrò sempre a Castel Gandolfo la Chiesa di Santa Maria Assunta con il convento dei PP. Francescani Riformati.
Ma Paolo V aveva un grande progetto, cioè la realizzazione della residenza estiva ufficiale dei Pontefici: a questo scopo aveva iniziato a far costruire Villa Mondragone a Monte Porzio Catone. Il suo successore papa Urbano VIII (1623-1644) sarà però di diversa tendenza: nel 1626 Urbano VIII fu infatti il primo Papa ad emanare una bolla Ex Arce Gandulphi, avviando così l'usanza delle villeggiature papali nel Palazzo Pontificio di Castel Gandolfo, appena edificato sotto la direzione di Carlo Maderno. Sempre ad Urbano VIII dobbiamo la realizzazione delle due "gallerie" alberate, la Galleria di Sotto e la Galleria di Sopra, che collegano Albano e Castel Gandolfo.
Nel frattempo, anche nel resto dei Castelli fervevano fabbriche di nuove costruzioni: a Frascati, nel 1612 fu consacrato il Santuario del Capocroce, mentre l'architetto Ottaviano Nonni tra il 1599 ed il 1636 completava la Basilica Cattedrale di San Pietro, ancora priva di facciata.
A Marino il principe Filippo I Colonna, che poteva fregiarsi del titolo di Duca di Marino concesso allo zio cardinal Ascanio nel 1606, ordinò nel 1622 la costruzione della torre quadrangolare di Palazzo Colonna, ultimo tassello alla fabbrica del palazzo. Sempre a Filippo I Colonna dobbiamo la costruzione della Villa Colonna di Belpoggio a Marino. Suo figlio, Girolamo Colonna, ordinò all'architetto Antonio Del Grande di realizzare a Marino la Basilica Collegiata di San Barnaba (1640-1662), e a Rocca di Papa la Parrocchiale di Santa Maria Assunta (1664-1731). Nel 1636 la Congregazione dei Chierici Regolari Minori iniziò la costruzione della Chiesa della Santissima Trinità a Marino come sede per un miracoloso Crocifisso. Girolamo Colonna fu anche il committente di due ville suburbane, una nella frazione Frattocchie di Marino, Villa della Sirena, una in località Palazzolo di Rocca di Papa, Villa del Cardinale.
Ad Albano i Savelli, nonostante le grandi difficoltà economiche in cui versavano, posero in opera la costruzione della Chiesa di San Bonaventura con annesso convento dei PP. Cappuccini (1619).
In quel di Genzano, il duca Giuliano III Cesarini nel 1636 provvide a ricostruire la Chiesa di Santa Maria della Cima (1636-1650), sotto la guida dell'architetto Giovanni Antonio De Rossi: difatti a partire dal 1643 lo stesso duca iniziò a concepire, assieme all'architetto Ludovico Gregorini, il sistema stradale delle Olmate, grandi stradoni fiancheggiati da quattro file di olmi che formano oggi due tridenti attorno ai quali è cresciuta la Genzano Nuova sei-settecentesca. A Genzano si stabilirono, presso l'attuale Convento dei Cappuccini, i cappuccini scacciati nel 1637 da Nemi a causa della carenza di acqua condotta. A Nemi nel frattempo il feudatario Mario Frangipane finanziò la ricostruzione della parrocchiale di Santa Maria del Pozzo.
Velletri nella prima metà del XVI secolo ottenne finalmente l'acqua condotta dalle sorgenti della Faiola e di Monte Artemisio, grazie ad un progetto dell'architetto Giovanni Fontana datato attorno al 1612: iniziarono così ad essere edificate molte fontane, di cui ricordiamo le fontane gemelle di piazza Cairoli, di cui oggi sopravvive solo la più recente, datata 1622; l'altra incompiuta era del 1618; la fontana di piazza Mazzini, datata 1612, ma rifatta nel 1623. Sempre a Velletri tra il 1622 ed il 1759 si ricostruì la Chiesa di Santa Maria del Trivio, su progetto di Carlo Maderno.
Papa Alessandro VII (1655-1667) fu il secondo Papa della famiglia Chigi; finanziò la costruzione della Collegiata di San Tommaso da Villanova (1658-1661) su progetto di Gian Lorenzo Bernini e la sistemazione del Palazzo Pontificio a Castel Gandolfo (1660) e ordinò la realizzazione della odierna Strada Provinciale dei Cappuccini, già via Alessandrina, che congiunge Castel Gandolfo ed Albano a Palazzolo lungo il crinale meridionale del Lago Albano.
I nipoti di Alessandro VII, il principe Agostino Chigi ed il cardinal Flavio Chigi, quest'ultimo già possessore di una villa a Pavona, decisero di acquistare nel 1661 il feudo di Ariccia dalla famiglia Savelli, oberata dai debiti. Appena venuti in possesso del feudo, i Chigi si interessarono a migliorarlo anche esteticamente: fecero erigere così la Collegiata di Santa Maria Assunta (1663-1665) e l'antistante Palazzo Chigi, circondato dal grande Parco Chigi: nella progettazione di tutti questi edifici mise mano Gian Lorenzo Bernini.
Il duca Filippo Cesarini nel 1675 finanziò la ricostruzione della Collegiata di Santa Maria Maggiore a Lanuvio, il cui campanile è attribuito a Francesco Borromini. Nello stesso anno, fu realizzata a Lanuvio la monumentale fontana degli Scogli.

### Il Settecento
Nel Settecento furono portate a compimento molte grandi opere urbanistiche: dalle Olmate di Genzano (1708) fino alla ricostruzione della facciata della Basilica Cattedrale di San Pancrazio ad Albano (1719-1721), opera dell'architetto Filippo Buratti.
Durante una parentesi della guerra di successione austriaca (1740-1748), ovvero la guerra di successione al trono del Regno di Napoli, le truppe austriache comandate dal principe Johann Lobowitz si scontrarono con l'esercito ispano-napoletano di Carlo di Borbone nella battaglia di Velletri, combattuta davanti alla città di Velletri tra il 10 e l'11 agosto 1744. La vittoria arrise agli ispano-napoletani, ma le popolazioni dei Castelli Romani soffrirono molto per il passaggio degli schieramenti contrapposti, che occuparono per diversi mesi anche Genzano.
Papa Pio VI ordinò nel 1789 la rettifica della via Appia da Roma a Terracina, percorso che fin dai tempi di Teodorico era caduto in disuso, in favore di un altro percorso che da Roma attraversava Marino e Velletri, costituendo la via più rapida per andare a Napoli. La prima sistemazione del percorso prevedeva dopo Albano un ampio giro attorno a Vallericcia per aggirare l'asperità del terreno: tuttavia questo percorso allungava di sette miglia il tracciato tra Albano e Genzano, rendendo più conveniente l'antica via voluta dal cardinale Flavio Chigi che girava attorno al perimetro del Parco Chigi. Questo problema verrà risolto solo con la costruzione del Ponte di Ariccia e dei viadotti tra Ariccia e Genzano, voluti da papa Gregorio XVI e portati a termine da papa Pio IX.
Il 10 febbraio 1798 il generale francese Louis Alexandre Berthier entrò a Roma sfruttando come pretesto l'uccisione in un tumulto popolare del generale francese Leonard Duphot, in servizio presso l'ambasciata di Francia nello Stato Pontificio. Si dice che in concomitanza dell'invasione francese, alcune immagini della Madonna abbiano pianto: una di queste, la Madonna di Giani, è ancora oggi esposta a Marino.
Il cardinale vescovo di Velletri Giuseppe Albani abbandonò Roma insieme ad altri prelati, riparando a Velletri. Nel frattempo, il 15 febbraio nel Foro Romano venne proclamata la Repubblica Romana, presente come patriota anche il principe Francesco Sforza-Cesarini, signore di Genzano e Lanuvio.
Appena giunse ai Castelli la notizia che a Roma era stata proclamata la Repubblica e che il Papa si apprestava a fuggire a Siena, la minoranza filo-francese prese il sopravvento: già il 12 febbraio 1798 Frascati aveva proclamato una repubblica, e il 18 febbraio Albano e Velletri si auto-proclamarono "repubbliche sorelle" della Repubblica Romana, abbattendo i simboli pontifici e innalzando nelle piazze principali gli alberi della libertà. Marino si proclamò "repubblica sorella" solo ai primi di marzo 1798.
Viste le difficoltà incontrate dai nuovi regimi repubblicani, specialmente nelle località ex-dominio della Camera Apostolica come Albano, Castel Gandolfo, Frascati e Velletri, il popolo ben presto insorse contro il nuovo regime: il 25 febbraio 1798 così insieme agli abitanti di Trastevere insorsero contro i francesi anche gli abitanti di Castel Gandolfo, Albano e Velletri. Rimasero invece fedeli ai francesi Marino e Frascati. Genzano e Lanuvio furono mantenute fedeli alla causa repubblicana dalla presenza del principe Francesco Sforza-Cesarini, di idee repubblicane, anche se alcuni cittadini di Nemi e Lanuvio si unirono singolarmente ai rivoltosi. Ad Ariccia infine, il tumulto popolare contro la Repubblica fu placato dall'intervento del clero, che temeva una rappresaglia francese.
Il primo scontro tra francesi e reazionari avvenne lungo la via Appia, tra le Frattocchie e Castel Gandolfo, la notte del 28 febbraio 1798: i francesi erano comandati dal generale Gioacchino Murat e spalleggiati da un reparto di marinesi guidato dal frascatano Bartolomeo Bona; i reazionari ascendevano a qualche migliaio, ed erano dotati di alcune armi da fuoco. La vittoria arrise ai francesi, che occuparono Castel Gandolfo, bivaccando nel Palazzo Pontificio; in seguito occuparono e saccheggiarono Albano, e Gioacchino Murat si installò con il suo quartier generale a Villa Doria-Pamphilj. I velletrani furono perdonati per la ribellione purché ricostituissero un governo repubblicano.
Il 29 novembre 1798 l'esercito napoletano di re Ferdinando IV di Borbone entrò a Roma, già abbandonata dai francesi, segnando la prima fine della Repubblica Romana e delle sue "sorelle". In seguito, il 7 dicembre i francesi rientrarono a Roma, facendo riprendere la breve parentesi della Repubblica Romana fino al 30 settembre 1799, data dell'ingresso a Roma del cardinal Fabrizio Ruffo, alla testa dell'armata napoletana, composta in buona parte da contadini coscritti ed ex-briganti: i reparti più irrequieti, come quello di Fra Diavolo, furono fatti accampare ai Castelli, per cui Frascati, Marino ed Albano subirono saccheggio.

### L'Ottocento
Il 17 maggio 1805 il Lazio fu accorpato all'Impero di Francia per volere di Napoleone Bonaparte; perciò i Castelli diventarono per undici anni un angolo di Francia. Frascati, Marino, Albano, Genzano e Velletri furono create capoluogo di Cantone del Dipartimento di Roma. Il feudalesimo fu abrogato, e così anche vennero soppressi gli ordini religiosi e i loro beni divennero del demanio: fece eccezione solamente l'Abbazia di San Nilo a Grottaferrata, ai cui monaci fu concesso di rimanere nel monastero come privati cittadini vista l'antichità dell'istituzione; il territorio dell'ex-Commenda di Grottaferrata venne accorpato alla Municipalità di Marino.
Nel 1808 venne consacrata la Collegiata della Santissima Trinità a Genzano, grande luogo di culto in stile neoclassico edificato su progetto di Giovanni Camporesi.
Con il motu proprio Per ammirabile disposizione di papa Pio VII del 6 luglio 1816, emanato appena l'intero territorio dello Stato Pontificio tornò sotto la piena giurisdizione del papa, venne istituita la Comarca di Roma, forma speciale di Delegazione Apostolica, che includeva il territorio dei Castelli Romani suddiviso nei Governi di Frascati, Albano e Velletri. Con lo stesso motu proprio papa Pio VII incoraggiò l'eversione del feudalesimo, perciò la maggior parte dei feudi fu abbandonata dai feudatari al governo delle Comunità locali, da Marino ad Ariccia a Genzano, e rimasero luoghi baronali ai Castelli solamente Colonna e Nemi, evertiti nel 1870.
Papa Gregorio XVI il 1º febbraio 1832 con motu proprio Luminose prove istituì la Delegazione di Velletri, una nuova Delegazione Apostolica scorporata in parte dalla Comarca di Roma in parte dalla Delegazione di Frosinone. Velletri divenne così, oltre che capoluogo di Governo quale già era, anche sede di Delegazione e dunque ospitò un tribunale di prima istanza. Inoltre, nell'ambito della riorganizzazione dell'amministrazione dello Stato Pontificio, papa Gregorio XVI istituì i Governi di Marino e Genzano, elevando entrambe le località a Città rispettivamente nel 1835 e nel 1828.
Ancora a Gregorio XVI si deve la realizzazione di importanti infrastrutture viarie nell'area dei Castelli: dall'apertura della via Gregoriana a Frascati, arteria che congiunge la via Tuscolana e la via Maremmana, alla costruzione del ponte Gregoriano della via Maremmana a Marino, fino alla realizzazione dei viadotti della via Appia tra Ariccia e Genzano e alla progettazione del ponte di Ariccia.
Il ponte di Ariccia, alto 62 metri, venne inaugurato nel 1854 da papa Pio IX e fu una maniera per aggirare gli antichi tracciatoi della via Appia, che erano accidentati e più lunghi. Pio IX tuttavia fu anche il primo Papa, nonché l'ultimo, ad autorizzare la costruzione di linee ferroviarie nello Stato Pontificio: nel 1856 infatti venne inaugurata la ferrovia Roma-Frascati, prima linea ferroviaria dello Stato Pontificio ed una delle prime d'Italia; alla realizzazione di essa seguì l'inaugurazione, nel 1863, della ferrovia Roma-Velletri, terza ferrovia dello Stato Pontificio, che originariamente arrivava a Napoli via Valmontone e Cassino. Nell'anno 1856 la rete telegrafica raggiunse Velletri.
Il 3 giugno 1848 papa Pio IX concesse a Grottaferrata, che dal 1816 era stata un appodiato, ovvero una frazione, della Comunità di Frascati, la sospirata autonomia amministrativa: Grottaferrata aveva allora 695 abitanti, che diventeranno 1.300 nel 1875. È il primo comune dei Castelli ad ottenere l'indipendenza da un altro comune.
Nel 1849, durante le vicende della Repubblica Romana, anche il territorio dei Castelli venne attraversato dalle vicende alterne della guerra. Il 24 novembre 1848 papa Pio IX, fuggendo da Roma, fece sosta ad Ariccia dove salì sulla carrozza dell'ambasciatore di Baviera conte Spaur, diretto a Gaeta; in seguito all'invasione straniera dello Stato ribelle, l'esercito napoletano di Ferdinando II di Borbone occupò Velletri, quindi Genzano ed Albano: ma dovette ripiegare su Velletri dove una colonna guidata da Giuseppe Garibaldi attaccò la celebre battaglia di Velletri, conclusasi con la ritirata di entrambe le parti.
A Rocca di Papa, ancora feudo della famiglia Colonna, il 30 aprile 1855 la popolazione insorse contro il governo pontificio e l'amministrazione colonnese, instaurando il governo rivoluzionario della Repubblica di Rocca di Papa.

Nel settembre 1870 l'esercito italiano entrò a Roma dopo la presa di Porta Pia, ed anche i Castelli Romani furono attraversati nei giorni precedenti e successivi al 20 settembre da colonne di militari provenienti da Roma e da Frosinone. I Castelli entrarono così a far parte del Regno d'Italia.
Nel 1880 il Comune di Marino, per ovviare ai lunghi tempi di progettazione della ferrovia dei Castelli, rimasta peraltro ancor oggi una fantasia, decise autonomamente di realizzare una linea ferroviaria, in realtà una tramvia a vapore, tra l'allora frazione di Ciampino, già collegata a Roma per via ferrata, e il centro storico di Marino. Questa linea, chiamata ferrovia Portonaccio-Marino, fu nel 1881 ripresa per realizzare la ferrovia Roma-Albano, completata nel 1889, che in origine conduceva a Nettuno via Cecchina.

### Il Novecento
Nel 1899 si viene a costituire la Società delle Tramvie e Ferrovie Elettriche di Roma, che nel 1901 si aggiudica l'appalto per la costruzione della linea tranviaria Roma - Grottaferrata e della Frascati - Grottaferrata - Marino - Albano Laziale - Genzano di Roma. Nascono così le Tramvie dei Castelli Romani. La prima tratta extra-urbana Roma - Grottaferrata - Frascati apre il 19 febbraio 1906, seguita ad aprile dalla Grottaferrata - Genzano e ad ottobre dalla funicolare Grottaferrata - Squarciarelli - Vslle Oscura - Rocca di Papa. Il 4 marzo 1912 venne inaugurata la Roma - Albano Laziale, e il 12 settembre 1913 aprì al traffico la Genzano di Roma - Velletri. La massima estensione delle Tramvie dei CAstelli Romani venne raggiunta con l'apertura della diramazione Genzano di Roma - Lanuvio, l'8 luglio 1916. Alcuni progetti di ampliamento, come una Genzano di Roma - Nemi e una Frascati - Monte Porzio Catone - Monte Compatri, non vennero mai realizzati dalla STFER. 
 Dopo la seconda guerra mondiale, la linea tranviaria castellana viene lentamente liquidata. Già dopo i bombardamenti del 1944, la Genzano - Lanuvio non viene ripristinata, mentre nel 1954 chiudono la Genzano - Velletri, la Marino - Albano e la Frascati - Grottaferrata, nel 1963 è la sorte della Roma - Grottaferrata - Squarciarelli - Valle Vergine e la Grottaferrata - Marino, seguite dalla funicolare Valle Vergine - Rocca di Papa ormai isolata. Infine, il 3 gennaio 1965 fu effettuata l'ultima corsa sulla Roma - Albano - Genzano. I collegamenti extra-urbani pubblici su gomma tra i comuni dei Castelli Romani e Roma furono gestiti in seguito dall'ACOTRAL -evoluzione della STFER-, e tutt'oggi il COTRAL continua a gestire le corse regionali.

La seconda guerra mondiale colpì duramente i comuni dei Castelli Romani: il primo bombardamento si ebbe presso l'allora frazione di Ciampino nel comune di Marino, il 19 luglio 1943: tuttavia questa località venne colpita moltissime volte dagli aerei anglo-americani, a causa dello strategico snodo ferroviario e dell'aeroporto. In seguito, l'8 settembre 1943 venne duramente colpita Frascati, il 30 gennaio ed il 10 febbraio 1944 Genzano di Roma, il 1º febbraio Albano Laziale ed Ariccia, il 2 ed il 17 febbraio Marino, il 10 febbraio Albano Laziale e Castel Gandolfo nell'area extra-territoriale delle ville pontificie di Castel Gandolfo. Lanuvio e Velletri si trovarono dopo la caduta della linea Gustav, in piena zona di combattimento, lungo la linea Caesar, e vennero sfollate e quasi completamente distrutte: solo il 2 giugno 1944 un reparto americano riuscì a penetrare attraverso Monte Artemisio cogliendo alle spalle i tedeschi e causando il crollo del fronte. Tra 3 e 4 giugno, tutti i Castelli Romani furono occupati dagli anglo-americani.
Nel 1984 è stato creato il Parco Regionale dei Castelli Romani, ente regionale di diritto pubblico con un territorio di circa 12.000 ettari dislocato nei comuni di Albano Laziale, Ariccia, Castel Gandolfo, Frascati, Genzano di Roma, Grottaferrata, Lanuvio, Lariano, Marino, Monte Compatri, Monte Porzio Catone, Nemi, Rocca di Papa, Rocca Priora e Velletri. La sede del parco è stata collocata a Rocca di Papa, in Villa Barattolo. Dal 1988 invece parti dei comuni di Marino e Ciampino sono state incluse nel territorio del Parco Regionale dell'Appia Antica, esteso su 3.500 ettari ubicati in maggior parte del comune di Roma.

## Il XXI secolo

### Problematiche ambientaliste
Nel gennaio 2008 hanno iniziato a rincorrersi notizie, via via sempre più insistenti e accreditate, che ad Albano Laziale, in prossimità della discarica sita in località Roncigliano della frazione di Cecchina, sarebbe stato realizzato un inceneritore per smaltire i rifiuti, in vista dell'imminente chiusura della discarica di Roncigliano e di quella di Malagrotta a Roma. Si è costituito immediatamente un Comitato "No Inceneritore", ispirato al Comitato "No Turbogas" della non lontana Aprilia, che ha preso decisamente in mano le proteste dei residenti nella zona. La Regione Lazio ha in seguito precisato che potrebbe essere realizzata nel sito una centrale elettrica della potenza di 40 mwe alimentata da gassificatore di gas di scarico proveniente dal combustibile derivato da rifiuti: il WWF ha subito presentato i propri dubbi. Attualmente, pare che il Comune di Roma si sia offerto per ospitare il famigerato gassificatore.
Un'altra vertenza ambientalista aperta ai Castelli Romani è quella dell'impatto dell'inquinamento prodotto dall'Aeroporto di Roma - Ciampino sulla popolazione di Ciampino e delle frazioni Santa Maria delle Mole e Cava dei Selci di Marino: anche qui si è costituito un Comitato "No Fly" che contrasta anche legalmente la compagnia aerea low-cost Ryanair, che ha il suo scalo principale a Roma appunto al "Pastine".
Le problematiche ambientali tuttavia preoccupano molto i castellani in questo scorcio d'inizio millennio: a Pavona, frazione divisa tra i comuni di Castel Gandolfo, Roma e Albano Laziale, la popolazione ha costituito il Comitato "Sottoterra il treno non i cittadini" che propone l'interramento dei binari della ferrovia Roma-Velletri anziché la realizzazione di sottopassi pedonali alla ferrovia; ad Ariccia, la popolazione ha costituito il Comitato "Salviamo parco Chigi" che si propone di combattere la proposta dell'Amministrazione di realizzare una tangenziale della Strada statale 7 Via Appia lungo il perimetro del Parco Chigi, permettendo la pedonalizzazione del Ponte di Ariccia e di piazza di Corte. Sul Tuscolo in territorio di Grottaferrata numerosi cittadini si stanno opponendo alla realizzazione di una grossa colata di cemento in pieno Parco Regionale dei Castelli Romani.